# Morti nel 1943

## Gennaio(141)
- 1º gennaio - Francesco Cescato, militare italiano (n. 1917)
- 1º gennaio - Nadežda Gernet, matematica russa (n. 1877)
- 1º gennaio - Marian Konopiński, presbitero polacco (n. 1907)
- 1º gennaio - Angelo Prunas, politico e avvocato italiano (n. 1880)
- 1º gennaio - Willi Reinfrank, sollevatore tedesco (n. 1903)
- 2 gennaio - Franz Courtens, pittore belga (n. 1854)
- 2 gennaio - Attilio Trerè, calciatore italiano (n. 1887)
- 3 gennaio - Francis Macdonald Cornford, storico della filosofia, traduttore e poeta inglese (n. 1874)
- 3 gennaio - André Fauquet-Lemaître, giocatore di polo francese (n. 1862)
- 3 gennaio - Kazuo Kubokawa, astronomo giapponese (n. 1903)
- 3 gennaio - Bid McPhee, giocatore di baseball e allenatore di baseball statunitense (n. 1859)
- 3 gennaio - Vezio Paoletti, militare e ufficiale italiano (n. 1890)
- 4 gennaio - Fedele Gualdoni, militare italiano (n. 1918)
- 4 gennaio - Hàm Nghi, imperatore vietnamita (n. 1871)
- 4 gennaio - Kate Price, attrice irlandese (n. 1872)
- 4 gennaio - Marina Raskova, aviatrice e militare sovietica (n. 1912)
- 5 gennaio - Guerriero Battistini, militare italiano (n. 1912)
- 5 gennaio - George Washington Carver, agronomo statunitense (n. 1864)
- 5 gennaio - Philip Morrell, politico britannico (n. 1870)
- 6 gennaio - Dario Chiaradia, militare italiano (n. 1901)
- 6 gennaio - Wallace Erskine, attore inglese (n. 1862)
- 6 gennaio - Paolino Zucchi, militare italiano (n. 1915)
- 7 gennaio - George Washington Crile, chirurgo statunitense (n. 1864)
- 7 gennaio - Leopold Freund, radiologo austriaco (n. 1868)
- 7 gennaio - Alberto Micheli Pellegrini, pittore e illustratore italiano (n. 1870)
- 7 gennaio - Mohammad Hassan Mirza, persiano (n. 1899)
- 7 gennaio - Aaron Rosanoff, psichiatra russo (n. 1878)
- 7 gennaio - Nikola Tesla, inventore, fisico e ingegnere austro-ungarico (n. 1856)
- 7 gennaio - Enrico Zanotti, militare italiano (n. 1921)
- 8 gennaio - Oddo Casagrandi, medico italiano (n. 1872)
- 8 gennaio - Jiří Stanislav Guth-Jarkovský, dirigente sportivo cecoslovacco (n. 1861)
- 8 gennaio - Andres Larka, politico estone (n. 1879)
- 9 gennaio - Anathon Aall, filosofo norvegese (n. 1867)
- 9 gennaio - Robin George Collingwood, filosofo, storico e archeologo britannico (n. 1889)
- 9 gennaio - Amedeo Cremisi, militare italiano (n. 1910)
- 9 gennaio - Nicola D'Alagni, storico e pittore italiano (n. 1865)
- 9 gennaio - Pietro Fedele, storico e politico italiano (n. 1873)
- 9 gennaio - Billy Moon, calciatore inglese (n. 1868)
- 9 gennaio - Robert Antoine Pinchon, pittore francese (n. 1886)
- 9 gennaio - Giovanni Rossi, agronomo, veterinario e anarchico italiano (n. 1856)
- 10 gennaio - Manuel Maria Coelho, politico e militare portoghese (n. 1857)
- 11 gennaio - Bruno Jesi, militare italiano (n. 1916)
- 11 gennaio - Agustín Pedro Justo, politico e generale argentino (n. 1876)
- 11 gennaio - Carlo Tresca, sindacalista, giornalista e editore italiano (n. 1879)
- 12 gennaio - Howard Atwood Kelly, ginecologo statunitense (n. 1858)
- 12 gennaio - Giorgio Montini, giornalista e politico italiano (n. 1860)
- 12 gennaio - Frank Alvord Perret, ingegnere, inventore e vulcanologo statunitense (n. 1867)
- 12 gennaio - Charles Tate Regan, ittiologo britannico (n. 1878)
- 12 gennaio - Ferdinando Rodolfi, vescovo cattolico italiano (n. 1866)
- 12 gennaio - Simeon Roksandić, scultore serbo (n. 1874)
- 13 gennaio - Diodato Del Gaizo, monaco cristiano, paroliere e musicista italiano (n. 1868)
- 13 gennaio - Henner Henkel, tennista tedesco (n. 1915)
- 13 gennaio - Serafino Ricci, numismatico e museologo italiano (n. 1867)
- 13 gennaio - Sophie Taeuber-Arp, artista e pittrice svizzera (n. 1889)
- 13 gennaio - Else Ury, scrittrice tedesca (n. 1877)
- 13 gennaio - Egidio Zanvettor, calciatore italiano (n. 1913)
- 14 gennaio - Anthonie Cornelis Oudemans, biologo olandese (n. 1858)
- 14 gennaio - Adolf Sandberger, compositore e musicologo tedesco (n. 1864)
- 15 gennaio - Bruno Strappini, calciatore italiano (n. 1914)
- 16 gennaio - Laura D'Oriano, agente segreta italiana (n. 1911)
- 16 gennaio - Alberto Goi, militare italiano (n. 1916)
- 16 gennaio - Ulyana Gromova, partigiana sovietica (n. 1924)
- 16 gennaio - Giuseppe Rossi, militare italiano (n. 1921)
- 16 gennaio - Bayard Veiller, drammaturgo, sceneggiatore e produttore cinematografico statunitense (n. 1869)
- 17 gennaio - Jane Avril, ballerina francese (n. 1868)
- 17 gennaio - Michail Baranov, militare e aviatore sovietico (n. 1921)
- 17 gennaio - Adolf Gehrts, calciatore tedesco (n. 1886)
- 17 gennaio - Giuseppe Moschini, militare e marinaio italiano (n. 1903)
- 18 gennaio - Fritz Landertinger, canoista austriaco (n. 1914)
- 18 gennaio - Daniele Napoletano, compositore italiano (n. 1872)
- 20 gennaio - Alessandro Anselmi, militare italiano (n. 1913)
- 20 gennaio - Danilo Astrua, militare italiano (n. 1913)
- 20 gennaio - Giuseppe Avenanti, militare e funzionario italiano (n. 1898)
- 20 gennaio - Giacomo Benvenuti, compositore italiano (n. 1885)
- 20 gennaio - Aldo Bortolussi, militare italiano (n. 1921)
- 20 gennaio - Alessandro Calanchi, calciatore italiano (n. 1908)
- 20 gennaio - Francesco Cazzulini, militare italiano (n. 1920)
- 20 gennaio - Giuseppe Di Bartolo, militare italiano (n. 1900)
- 20 gennaio - Anselmo Durigon, militare italiano (n. 1912)
- 20 gennaio - Riccardo Fabiani, militare italiano (n. 1905)
- 20 gennaio - Francesco Ferrero, militare italiano (n. 1917)
- 20 gennaio - Else Jerusalem, scrittrice austriaca (n. 1876)
- 20 gennaio - Winford Lee Lewis, chimico e militare statunitense (n. 1878)
- 20 gennaio - Olivo Maronese, militare italiano (n. 1916)
- 20 gennaio - Akira Matsunaga, calciatore giapponese (n. 1914)
- 20 gennaio - Attila Petschauer, schermidore ungherese (n. 1904)
- 20 gennaio - Sergio Sammartino, militare italiano (n. 1915)
- 20 gennaio - Silvio Sibona, militare italiano (n. 1911)
- 20 gennaio - Giulio Siragusa, militare italiano (n. 1916)
- 20 gennaio - Giuseppe Vicentini, politico e banchiere italiano (n. 1877)
- 20 gennaio - Giovanni Vincenti, militare italiano (n. 1908)
- 20 gennaio - Libero Vinco, militare italiano (n. 1912)
- 20 gennaio - Max Wladimir von Beck, politico austriaco (n. 1854)
- 21 gennaio - Aimo Cajander, politico finlandese (n. 1879)
- 21 gennaio - Donald Clark Godwin, militare e marinaio statunitense (n. 1888)
- 21 gennaio - Carlo Scaglia, militare italiano (n. 1895)
- 22 gennaio - Warwick Goble, illustratore britannico (n. 1862)
- 22 gennaio - Renato Dario Lupo, militare italiano (n. 1893)
- 22 gennaio - Luigi Meta, politico italiano (n. 1883)
- 22 gennaio - Gyula Peidl, sindacalista e politico ungherese (n. 1873)
- 22 gennaio - Georges Redon, pittore e illustratore francese (n. 1869)
- 22 gennaio - Ugo Santovito, generale italiano (n. 1882)
- 23 gennaio - Johann Jakob von Hauck, arcivescovo cattolico tedesco (n. 1861)
- 23 gennaio - Harry Weil, sceneggiatore e attore statunitense (n. 1878)
- 23 gennaio - Alexander Woollcott, giornalista, critico letterario e conduttore radiofonico statunitense (n. 1887)
- 24 gennaio - Joe Choynski, pugile statunitense (n. 1868)
- 25 gennaio - Spencer Charters, attore statunitense (n. 1875)
- 25 gennaio - Jan Karcz, generale polacco (n. 1892)
- 25 gennaio - András Székely, nuotatore ungherese (n. 1909)
- 26 gennaio - Raoul Achilli, militare italiano (n. 1921)
- 26 gennaio - Luigi Albera, militare italiano (n. 1910)
- 26 gennaio - Franco Briolini, militare italiano (n. 1908)
- 26 gennaio - Luciano Capitò, militare italiano (n. 1899)
- 26 gennaio - Alessandro Frugoni, militare italiano (n. 1910)
- 26 gennaio - Michał Kozal, vescovo cattolico polacco (n. 1893)
- 26 gennaio - Leonida Magnolini, militare italiano (n. 1913)
- 26 gennaio - Giulio Martinat, generale italiano (n. 1891)
- 26 gennaio - Giuseppe Mendozza, militare italiano (n. 1916)
- 26 gennaio - Lorenzo Nicola, militare italiano (n. 1917)
- 26 gennaio - Giuseppe Perego, militare italiano (n. 1920)
- 26 gennaio - Giovanni Piatti, militare italiano (n. 1910)
- 26 gennaio - Giuliano Slataper, militare italiano (n. 1922)
- 26 gennaio - Giovanni Soncelli, militare italiano (n. 1915)
- 26 gennaio - Nikolaj Ivanovič Vavilov, agronomo, botanico e genetista russo (n. 1887)
- 27 gennaio - Franco Bontadini, medico e calciatore italiano (n. 1893)
- 27 gennaio - Giuseppe Grandi, militare italiano (n. 1914)
- 27 gennaio - Peter H. Ruvolo, avvocato e politico statunitense (n. 1895)
- 28 gennaio - Federico Colinelli, militare italiano (n. 1914)
- 28 gennaio - Italo D'Eramo, militare italiano (n. 1906)
- 28 gennaio - Luigi Manfredi, militare italiano (n. 1896)
- 29 gennaio - Henriette Caillaux, assassina francese (n. 1874)
- 29 gennaio - Geoffrey Taylour, IV marchese di Headfort, politico e ufficiale irlandese (n. 1878)
- 29 gennaio - Vladimir Nikolaevič Kokovcov, politico russo (n. 1853)
- 29 gennaio - Tat'jana Iosifovna Markus, partigiana sovietica (n. 1921)
- 29 gennaio - Alessandro Mattioli Pasqualini, politico, diplomatico e nobile italiano (n. 1863)
- 30 gennaio - Guido Manzo, militare italiano (n. 1915)
- 30 gennaio - Mario Nani Mocenigo, militare, marinaio e storico italiano (n. 1875)
- 30 gennaio - Robert Harborough Sherard, scrittore e giornalista inglese (n. 1861)
- 31 gennaio - Angelo Albonico, rugbista a 15 italiano (n. 1912)
- 31 gennaio - Ferdinand Luigini, pittore e incisore francese (n. 1870)
- 31 gennaio - Enrico Montalbetti, arcivescovo cattolico italiano (n. 1888)

## Febbraio(92)
- 1º febbraio - Foy Draper, velocista statunitense (n. 1911)
- 1º febbraio - Émile Forgue, chirurgo francese (n. 1860)
- 1º febbraio - Paolo Signorini, militare italiano (n. 1896)
- 1º febbraio - Frank Worsley, esploratore e navigatore neozelandese (n. 1872)
- 2 febbraio - Günther Angern, generale tedesco (n. 1893)
- 2 febbraio - Ganga Singh, sovrano indiano (n. 1880)
- 3 febbraio - Alojs Andritzki, presbitero tedesco (n. 1914)
- 3 febbraio - Rudolf Herzog, scrittore tedesco (n. 1869)
- 3 febbraio - Enea Picchio, militare italiano (n. 1906)
- 3 febbraio - Luigi Zamboni, militare italiano (n. 1909)
- 4 febbraio - Frank Calder, giornalista e dirigente sportivo canadese (n. 1877)
- 4 febbraio - Senjūrō Hayashi, politico e generale giapponese (n. 1876)
- 4 febbraio - Rudolf Rittner, attore, sceneggiatore e regista tedesco (n. 1869)
- 4 febbraio - Ferenc Weisz, allenatore di calcio e calciatore ungherese (n. 1885)
- 5 febbraio - Pieter Helbert Damsté, latinista e poeta olandese (n. 1860)
- 5 febbraio - W. S. Van Dyke, regista, sceneggiatore e produttore cinematografico statunitense (n. 1889)
- 6 febbraio - Arturo Rietti, pittore italiano (n. 1863)
- 6 febbraio - Carlo Vacondio, calciatore italiano (n. 1898)
- 7 febbraio - Sigrid Arnoldson, soprano svedese (n. 1861)
- 7 febbraio - Luciano Franco, ingegnere e architetto italiano (n. 1868)
- 7 febbraio - Arthur Rosenberg, storico tedesco (n. 1889)
- 7 febbraio - Kaj af Ekström, pattinatore artistico su ghiaccio svedese (n. 1899)
- 8 febbraio - Lillian Langdon, attrice statunitense (n. 1860)
- 8 febbraio - Aleksej Ljarskij, attore sovietico (n. 1923)
- 8 febbraio - Lepa Radić, partigiana e antifascista jugoslava (n. 1925)
- 9 febbraio - Curt Haase, generale tedesco (n. 1881)
- 9 febbraio - Martin Theodoor Houtsma, arabista, islamista e turcologo olandese (n. 1851)
- 9 febbraio - Adolphe Kégresse, inventore francese (n. 1879)
- 9 febbraio - Henri Richard, attore francese (n. 1883)
- 10 febbraio - Erwin Gehrts, giornalista e militare tedesco (n. 1890)
- 11 febbraio - Ferruccio Tempesti, militare italiano (n. 1912)
- 12 febbraio - Herbert Gollnow, diplomatico tedesco (n. 1911)
- 12 febbraio - Claude Jameson, calciatore statunitense (n. 1886)
- 12 febbraio - Pietro Padovani, militare e aviatore italiano (n. 1906)
- 13 febbraio - Hristo Lukov, generale bulgaro (n. 1887)
- 14 febbraio - Bô Yin Râ, scrittore, esoterista e pittore tedesco (n. 1876)
- 14 febbraio - Oscar Friede, tiratore di fune statunitense (n. 1881)
- 14 febbraio - Dora Gerson, cantante e attrice tedesca (n. 1899)
- 14 febbraio - Cosimo Giorgieri Contri, poeta, scrittore e drammaturgo italiano (n. 1870)
- 14 febbraio - David Hilbert, matematico tedesco (n. 1862)
- 14 febbraio - Antonio Lo Schiavo, militare italiano (n. 1916)
- 14 febbraio - Viero Migliorati, pittore e disegnatore italiano (n. 1910)
- 15 febbraio - Charles Bennett, attore neozelandese (n. 1889)
- 15 febbraio - Victor Prouvé, pittore, scultore e incisore francese (n. 1858)
- 16 febbraio - Mildred Harnack, critica letteraria, traduttrice e antifascista statunitense (n. 1902)
- 16 febbraio - Yngve Holm, velista svedese (n. 1895)
- 16 febbraio - Georges Rivière, pittore, critico d'arte e collezionista d'arte francese (n. 1855)
- 16 febbraio - Guido da Zara, militare italiano (n. 1890)
- 17 febbraio - Yuzuru Hiraga, ammiraglio e ingegnere navale giapponese (n. 1878)
- 17 febbraio - George Keogan, allenatore di pallacanestro statunitense (n. 1890)
- 17 febbraio - Coulson Kernahan, scrittore e poeta inglese (n. 1858)
- 17 febbraio - Tarquinio Sini, illustratore e pubblicitario italiano (n. 1891)
- 18 febbraio - Louise Jacobson, francese (n. 1924)
- 18 febbraio - Robert Ranulph Marett, antropologo inglese (n. 1866)
- 19 febbraio - Lynne Overman, attore statunitense (n. 1887)
- 19 febbraio - Carlo Pfister, militare e aviatore italiano (n. 1916)
- 20 febbraio - Paul Boucherot, ingegnere francese (n. 1869)
- 20 febbraio - Donald Haines, attore statunitense (n. 1919)
- 20 febbraio - Bruno Staffa, militare italiano (n. 1920)
- 21 febbraio - William Baird, calciatore scozzese (n. 1874)
- 21 febbraio - Ernesto Franceschi, bobbista italiano (n. 1912)
- 21 febbraio - Antonino Longo, pediatra italiano (n. 1874)
- 22 febbraio - Christoph Probst, antifascista tedesco (n. 1919)
- 22 febbraio - Frank Cuhel, ostacolista statunitense (n. 1904)
- 22 febbraio - Giuseppe Papaleoni, storico italiano (n. 1863)
- 22 febbraio - Hans Scholl, antifascista tedesco (n. 1918)
- 22 febbraio - Sophie Scholl, attivista tedesca (n. 1921)
- 23 febbraio - Grigorij Panteleevič Kravčenko, aviatore sovietico (n. 1912)
- 23 febbraio - Thomas Madsen-Mygdal, politico danese (n. 1876)
- 23 febbraio - Aleksandr Matveevič Matrosov, militare sovietico (n. 1924)
- 23 febbraio - Anton Uran, predicatore e operaio austriaco (n. 1920)
- 24 febbraio - Bernhard Adelung, politico tedesco (n. 1876)
- 24 febbraio - Oleksij Klymenko, calciatore sovietico (n. 1912)
- 24 febbraio - Ivan Kuzmenko, calciatore sovietico (n. 1912)
- 24 febbraio - Helene Stöcker, pacifista e attivista tedesca (n. 1869)
- 24 febbraio - Nikolaj Trusevič, calciatore sovietico (n. 1909)
- 25 febbraio - Antonio Luigi Are, politico e avvocato italiano (n. 1852)
- 25 febbraio - Abraham Buschke, dermatologo tedesco (n. 1868)
- 25 febbraio - Henry E. Dixey, attore e impresario teatrale statunitense (n. 1859)
- 25 febbraio - Benvenuto Gioda, generale italiano (n. 1886)
- 26 febbraio - Michele Crisafulli Mondìo, politico italiano (n. 1881)
- 26 febbraio - Theodor Eicke, generale tedesco (n. 1892)
- 26 febbraio - Cesare Micheli, medico e politico italiano (n. 1866)
- 26 febbraio - Janko Premrl, partigiano sloveno (n. 1920)
- 26 febbraio - Victoriano de Santos, calciatore e allenatore di calcio spagnolo (n. 1906)
- 27 febbraio - Maria Josefa Karolina Brader, religiosa svizzera (n. 1860)
- 27 febbraio - Karl Gall, calciatore austriaco (n. 1905)
- 27 febbraio - Kostis Palamas, poeta e giornalista greco (n. 1859)
- 27 febbraio - Clementine Plessner, attrice austriaca (n. 1855)
- 28 febbraio - Giovanni Celeste, militare italiano (n. 1905)
- 28 febbraio - Fausto Lavizzari, militare e geografo italiano (n. 1893)
- 28 febbraio - Leonhard Hess Stejneger, zoologo norvegese (n. 1851)

## Marzo(99)
- 1º marzo - Biófilo Panclasta, scrittore, rivoluzionario e anarchico colombiano (n. 1879)
- 1º marzo - Norberto Rossi, militare italiano (n. 1921)
- 1º marzo - Alexandre Yersin, medico, batteriologo e naturalista svizzero (n. 1863)
- 2 marzo - Paul Armont, drammaturgo, sceneggiatore e attore francese (n. 1874)
- 2 marzo - Heinrich Bielohlavek, calciatore austriaco (n. 1889)
- 2 marzo - Tyler Brooke, attore statunitense (n. 1886)
- 2 marzo - Gertrud Kolmar, poetessa tedesca (n. 1894)
- 2 marzo - Albin Michel, editore francese (n. 1873)
- 3 marzo - Henri Focillon, storico dell'arte, incisore e poeta francese (n. 1881)
- 3 marzo - Ludwig Leinberger, calciatore tedesco (n. 1903)
- 3 marzo - Judikje Simons, ginnasta olandese (n. 1904)
- 4 marzo - Nikolaj Dmitrievič Avksent'ev, politico russo (n. 1878)
- 4 marzo - Nina Boyle, giornalista, scrittrice e attivista britannica (n. 1865)
- 4 marzo - Anton Heimerl, botanico austriaco (n. 1857)
- 4 marzo - Cesare Sili, imprenditore e politico italiano (n. 1862)
- 4 marzo - François-Xavier Vogt, vescovo cattolico francese (n. 1870)
- 4 marzo - Ita Wegman, medico olandese (n. 1876)
- 5 marzo - Josef Bergmaier, calciatore tedesco (n. 1909)
- 5 marzo - Louis Treumann, tenore austriaco (n. 1872)
- 6 marzo - Jimmy Collins, giocatore di baseball e allenatore di baseball statunitense (n. 1870)
- 7 marzo - Virgile Gaillard, calciatore francese (n. 1877)
- 7 marzo - Akilles Järvinen, multiplista e ostacolista finlandese (n. 1905)
- 7 marzo - Alma Moodie, violinista e insegnante australiana (n. 1898)
- 8 marzo - Pierre Gastiger, calciatore francese (n. 1893)
- 8 marzo - Alice Nielsen, soprano e attrice teatrale statunitense (n. 1872)
- 8 marzo - Boris Nikolaevič Svetlov, regista cinematografico russo (n. 1880)
- 9 marzo - Emanuele Brenna, marinaio italiano (n. 1918)
- 9 marzo - Otto Freundlich, pittore e scultore tedesco (n. 1878)
- 9 marzo - Franz Krumm, calciatore tedesco (n. 1909)
- 9 marzo - Nis Petersen, scrittore danese (n. 1897)
- 9 marzo - Oswald Wirth, esoterista, astrologo e scrittore svizzero (n. 1860)
- 10 marzo - Laurence Binyon, poeta, drammaturgo e critico d'arte inglese (n. 1869)
- 10 marzo - Tully Marshall, attore statunitense (n. 1864)
- 10 marzo - Guido Scanferla, calciatore italiano (n. 1908)
- 10 marzo - Carlo Wostry, pittore e illustratore italiano (n. 1865)
- 11 marzo - Giovanni Paramithiotti, dirigente sportivo italiano
- 11 marzo - Maria José di Braganza, principessa portoghese (n. 1857)
- 12 marzo - Cesare Biscarra, scultore e pittore italiano (n. 1866)
- 12 marzo - Czesława Kwoka, polacca (n. 1928)
- 12 marzo - Werner Hartenstein, ufficiale tedesco (n. 1908)
- 12 marzo - Gaetano Marino, rivoluzionario, anarchico e antifascista italiano (n. 1892)
- 12 marzo - Giorgio Savoja, aviatore e ufficiale italiano (n. 1916)
- 12 marzo - Rudolf Schwarzgruber, alpinista, geografo e insegnante tedesco (n. 1900)
- 12 marzo - Gustav Vigeland, scultore norvegese (n. 1869)
- 13 marzo - Stephen Vincent Benét, poeta e scrittore statunitense (n. 1898)
- 13 marzo - J.P. Morgan Jr, banchiere e filantropo statunitense (n. 1867)
- 13 marzo - Hanna Resvoll-Holmsen, botanica e educatrice norvegese (n. 1873)
- 13 marzo - Edward Wennerholm, ginnasta svedese (n. 1890)
- 14 marzo - Pieter Cornelis Boutens, poeta olandese (n. 1870)
- 14 marzo - Alexander Heinrich Heyland, ingegnere tedesco (n. 1869)
- 15 marzo - Giuseppe Calvia, antropologo, poeta e pubblicista italiano (n. 1866)
- 15 marzo - Betty Nansen, attrice, regista e direttrice teatrale danese (n. 1873)
- 15 marzo - Gregoria de Jesús, rivoluzionaria e attivista filippina (n. 1875)
- 16 marzo - Carlo Pesce, avvocato, storico e poeta italiano (n. 1860)
- 17 marzo - Arthur Hinsley, cardinale e arcivescovo cattolico britannico (n. 1865)
- 17 marzo - Fred Horlacher, calciatore irlandese (n. 1910)
- 17 marzo - Montagu Love, attore britannico (n. 1880)
- 17 marzo - Joseph Lörks, vescovo cattolico e missionario tedesco (n. 1876)
- 18 marzo - Leone Casagranda, militare e presbitero italiano (n. 1912)
- 19 marzo - Domenico Bassi, bibliotecario, filologo classico e papirologo italiano (n. 1859)
- 19 marzo - Abel Decaux, compositore, organista e insegnante francese (n. 1869)
- 19 marzo - Frank Nitti, mafioso italiano (n. 1886)
- 19 marzo - Riccardo Paladini, ammiraglio italiano (n. 1879)
- 19 marzo - Anna Smoleńska, partigiana polacca (n. 1920)
- 20 marzo - Alessandro Di Rovasenda, avvocato e politico italiano (n. 1858)
- 20 marzo - Héloïse Durant Rose, poetessa e commediografa statunitense (n. 1853)
- 20 marzo - Alice Stewart Ker, medico e docente scozzese (n. 1853)
- 20 marzo - Heinrich Zimmer, storico delle religioni e orientalista tedesco (n. 1890)
- 21 marzo - Angelo Chiarini, funzionario e politico italiano (n. 1872)
- 21 marzo - Cornelia Fort, aviatrice statunitense (n. 1919)
- 22 marzo - Giovanni Denaro, militare italiano (n. 1906)
- 22 marzo - Hans Woellke, pesista tedesco (n. 1911)
- 23 marzo - Francesco Del Buono, generale italiano (n. 1859)
- 23 marzo - Messaoud El Mediouni, cantante, compositore e violinista algerino (n. 1886)
- 23 marzo - Sigmund Feist, linguista tedesco (n. 1865)
- 23 marzo - Piero Martinetti, filosofo e storico della filosofia italiano (n. 1872)
- 24 marzo - Adolfo Gregoretti, marinaio e militare italiano (n. 1915)
- 24 marzo - George Hillyard, tennista britannico (n. 1864)
- 25 marzo - Hans von Tschammer und Osten, politico tedesco (n. 1887)
- 25 marzo - Vittorio Zampedri, calciatore italiano (n. 1911)
- 26 marzo - Giuseppe Di Bartolo, militare italiano (n. 1911)
- 26 marzo - Isabel Ramírez Castañeda, archeologa, antropologa e etnologa messicana (n. 1881)
- 26 marzo - Marie Krogh, fisiologa e medico danese (n. 1874)
- 26 marzo - Rudolf Stähelin, medico svizzero (n. 1875)
- 27 marzo - Serena Lederer, collezionista d'arte e mecenate austro-ungarica (n. 1867)
- 27 marzo - Urbano Mancini, militare e aviatore italiano (n. 1912)
- 27 marzo - Gavino Pizzolato, generale italiano (n. 1884)
- 28 marzo - Karl Behting, scacchista e compositore di scacchi lettone (n. 1867)
- 28 marzo - Arthur Humble Evans, ornitologo e botanico britannico (n. 1855)
- 28 marzo - Lorenzo Gasparri, ammiraglio italiano (n. 1894)
- 28 marzo - Robert William Paul, regista, ingegnere e inventore inglese (n. 1869)
- 28 marzo - Sergej Vasil'evič Rachmaninov, compositore, pianista e direttore d'orchestra russo (n. 1873)
- 29 marzo - Ermenegildo Pellegrinetti, cardinale e arcivescovo cattolico italiano (n. 1876)
- 30 marzo - Ādolfs Greble, calciatore lettone (n. 1902)
- 30 marzo - Maria Restituta Kafka, religiosa austriaca (n. 1894)
- 30 marzo - Pietro Orsi, storico e politico italiano (n. 1863)
- 31 marzo - Pavel Nikolaevič Miljukov, politico e storico russo (n. 1858)
- 31 marzo - Guido Miotto, militare italiano (n. 1909)
- 31 marzo - Guido Valerio, calciatore italiano (n. 1876)

## Aprile(75)
- 1º aprile - Vahida Maglajlić, partigiana jugoslava (n. 1907)
- 3 aprile - Alberto Martin-Franklin, diplomatico e politico italiano (n. 1876)
- 3 aprile - Conrad Veidt, attore tedesco (n. 1893)
- 4 aprile - Jimmy Barry, pugile statunitense (n. 1870)
- 4 aprile - Raoul Laparra, compositore francese (n. 1876)
- 4 aprile - Mary J. Rathbun, zoologa statunitense (n. 1860)
- 5 aprile - Umberto Norsa, letterato italiano (n. 1866)
- 5 aprile - Stefano Oberto, presbitero e militare italiano (n. 1908)
- 5 aprile - Bernhard Pankok, architetto, designer e pittore tedesco (n. 1872)
- 6 aprile - Osvaldo Butturini, calciatore italiano (n. 1897)
- 6 aprile - Juan De Marchi, anarchico italiano (n. 1866)
- 6 aprile - Friedrich Geisshardt, militare e aviatore tedesco (n. 1919)
- 6 aprile - Giovanni Iannaccone, militare italiano (n. 1915)
- 7 aprile - Herb Bonn, cestista statunitense (n. 1914)
- 7 aprile - Jovan Dučić, scrittore serbo (n. 1871)
- 7 aprile - Helmuth Groscurth, militare tedesco (n. 1898)
- 7 aprile - Alexandre Millerand, politico francese (n. 1859)
- 7 aprile - Remo Piana, cestista italiano (n. 1908)
- 8 aprile - Harry Baur, attore francese (n. 1880)
- 8 aprile - Itamar Ben Avi, giornalista, editore e esperantista israeliano (n. 1882)
- 8 aprile - Horacio Gramajo, bobbista argentino (n. 1900)
- 8 aprile - Kiyotsugu Hirayama, astronomo giapponese (n. 1874)
- 8 aprile - Richard Sears, tennista statunitense (n. 1861)
- 9 aprile - Jimmy Ashcroft, calciatore inglese (n. 1878)
- 9 aprile - Cesare Bella, militare italiano (n. 1916)
- 9 aprile - Gustave Doret, compositore, direttore d'orchestra e critico musicale svizzero (n. 1866)
- 11 aprile - Federico Cattani Amadori, cardinale italiano (n. 1856)
- 11 aprile - Giovanni Cracco, militare italiano (n. 1913)
- 12 aprile - Bruno Galli-Valerio, patologo, igienista e batteriologo italiano (n. 1867)
- 12 aprile - Edoardo Garbin, tenore italiano (n. 1865)
- 12 aprile - Leonardo Mordini, diplomatico e storico italiano (n. 1867)
- 12 aprile - Heinrich Uukkivi, calciatore estone (n. 1912)
- 13 aprile - James Boarman, criminale statunitense (n. 1919)
- 13 aprile - Harold Brest, criminale statunitense
- 13 aprile - Antonio Chiribiri, imprenditore italiano (n. 1867)
- 13 aprile - Floyd Hamilton, criminale statunitense (n. 1913)
- 13 aprile - Gennaro Santillo, calciatore italiano (n. 1908)
- 13 aprile - Oskar Schlemmer, pittore e scultore tedesco (n. 1888)
- 13 aprile - Vittorio Spinazzola, archeologo italiano (n. 1863)
- 14 aprile - Jakov Iosifovič Džugašvili, militare sovietico (n. 1907)
- 14 aprile - Francesco Sofia Alessio, poeta italiano (n. 1873)
- 15 aprile - Raffaele Casimiri, musicologo, compositore e organista italiano (n. 1880)
- 15 aprile - Aristarch Vasil'evič Lentulov, pittore russo (n. 1882)
- 16 aprile - Guido Gialdini, artista tedesco (n. 1880)
- 16 aprile - Armando Montani, militare italiano (n. 1920)
- 16 aprile - Fernand du Chêne de Vère, imprenditore e mecenate francese
- 18 aprile - Isoroku Yamamoto, ammiraglio giapponese (n. 1884)
- 19 aprile - Tullio Rotatori, pallonista italiano (n. 1910)
- 20 aprile - Roberto Bracco, giornalista, scrittore e drammaturgo italiano (n. 1861)
- 20 aprile - Claudio Bressanin, militare italiano (n. 1914)
- 20 aprile - Gianni Tamanti, militare italiano (n. 1909)
- 21 aprile - William Frank Calderon, pittore inglese (n. 1865)
- 21 aprile - Eero Kinnunen, militare e aviatore finlandese (n. 1918)
- 22 aprile - Vincenzo Cordova, poeta e scrittore italiano (n. 1870)
- 23 aprile - Frédéric Alfred d'Erlanger, compositore, banchiere e mecenate francese (n. 1868)
- 23 aprile - Salvatore Gattoni, militare e aviatore italiano (n. 1916)
- 23 aprile - Ignazio Provenza, presbitero e militare italiano (n. 1911)
- 23 aprile - Menachem Ziemba, rabbino e religioso polacco (n. 1883)
- 25 aprile - Pasquale De Barbieri, militare e presbitero italiano (n. 1903)
- 25 aprile - Kurt von Hammerstein-Equord, generale tedesco (n. 1878)
- 25 aprile - William Marshall, direttore della fotografia statunitense (n. 1885)
- 25 aprile - Vladimir Ivanovič Nemirovič-Dančenko, regista teatrale, impresario teatrale e scrittore russo (n. 1858)
- 25 aprile - Takeda Sōkaku, artista marziale giapponese (n. 1859)
- 26 aprile - William Cavendish-Bentinck, VI duca di Portland, politico inglese (n. 1857)
- 26 aprile - Alastair Windsor, II duca di Connaught e Strathearn, nobile inglese (n. 1914)
- 27 aprile - Hans Lang, calciatore tedesco (n. 1899)
- 27 aprile - Giuseppe Romualdi, avvocato, commediografo e politico italiano (n. 1877)
- 27 aprile - Edmond Tapissier, pittore, litografo e illustratore francese (n. 1861)
- 28 aprile - Alberto Simeoni, paroliere, attore e giornalista italiano (n. 1891)
- 29 aprile - Joseph Achron, compositore e violinista russo (n. 1886)
- 29 aprile - Wilhelm Johann Schlenk, chimico tedesco (n. 1879)
- 29 aprile - Ricardo Viñes, pianista e insegnante spagnolo (n. 1875)
- 30 aprile - Otto Jespersen, linguista e glottoteta danese (n. 1860)
- 30 aprile - Martha Beatrice Webb, economista e sociologa britannica (n. 1858)
- 30 aprile - Giacomo Zilocchi, scultore italiano (n. 1862)

## Maggio(76)
- 2 maggio - Viktor Lutze, generale tedesco (n. 1890)
- 2 maggio - Piero Martines, calciatore italiano (n. 1896)
- 2 maggio - Nicolae Polizu-Micșunești, militare e aviatore rumeno (n. 1904)
- 2 maggio - Raffaele Testa, presbitero e militare italiano (n. 1907)
- 2 maggio - Ilkka Törrönen, cestista finlandese (n. 1914)
- 3 maggio - Frank Maxwell Andrews, aviatore e generale statunitense (n. 1884)
- 3 maggio - Ingolf Elster Christensen, politico norvegese (n. 1872)
- 3 maggio - Adriano Diena, politico italiano (n. 1857)
- 4 maggio - Géo André, velocista, rugbista a 15 e giornalista francese (n. 1889)
- 4 maggio - Vittorio de Barbieri, compositore di scacchi italiano (n. 1860)
- 4 maggio - Cesira Ferrani, soprano italiana (n. 1863)
- 4 maggio - Saverio Marotta, ufficiale italiano (n. 1911)
- 5 maggio - André Maurel, giornalista e scrittore francese (n. 1863)
- 5 maggio - Piero Ragaglia, calciatore italiano (n. 1903)
- 6 maggio - Leon Rodal, giornalista polacco (n. 1913)
- 6 maggio - Sue Shelton White, avvocato e attivista statunitense (n. 1887)
- 7 maggio - Wade Boteler, attore e sceneggiatore statunitense (n. 1888)
- 7 maggio - Frank Greer, canottiere statunitense (n. 1879)
- 7 maggio - Heinrich Lüders, orientalista, indologo e linguista tedesco (n. 1869)
- 7 maggio - Franco Mezzadra, militare e marinaio italiano (n. 1918)
- 7 maggio - Ali Fethi Okyar, politico turco (n. 1880)
- 8 maggio - Mordechaj Anielewicz, antifascista polacco (n. 1919)
- 8 maggio - Mira Fuchrer, attivista polacca (n. 1920)
- 8 maggio - Helmut Haberda, militare e aviatore tedesco (n. 1922)
- 9 maggio - Walter von Brockdorff-Ahlefeldt, generale tedesco (n. 1887)
- 9 maggio - Danielle Casanova, partigiana e politica francese (n. 1909)
- 11 maggio - Elmar Tepp, calciatore estone (n. 1913)
- 12 maggio - Albert Stoessel, compositore, violinista e direttore d'orchestra statunitense (n. 1894)
- 12 maggio - Szmul Zygielbojm, politico e giornalista polacco (n. 1895)
- 13 maggio - Abdul Hamid Halim di Kedah, sovrano malese (n. 1864)
- 13 maggio - Karl Behrens, ingegnere tedesco (n. 1909)
- 13 maggio - Wilhelm Guddorf, giornalista e antifascista belga (n. 1902)
- 13 maggio - Helmut Himpel, dentista tedesco (n. 1907)
- 13 maggio - Walter Husemann, giornalista tedesco (n. 1909)
- 13 maggio - Walter Küchenmeister, giornalista, editore e scrittore tedesco (n. 1897)
- 13 maggio - Friedrich Rehmer, partigiano tedesco (n. 1921)
- 13 maggio - John Rittmeister, neurologo e psicoanalista tedesco (n. 1898)
- 13 maggio - Heinz Strelow, giornalista tedesco (n. 1915)
- 13 maggio - Fritz Thiel, ingegnere tedesco (n. 1916)
- 13 maggio - Erika von Brockdorff, attivista tedesca (n. 1911)
- 14 maggio - Mario Ferrigni, giornalista, critico d'arte e drammaturgo italiano (n. 1878)
- 14 maggio - Henri La Fontaine, politico e avvocato belga (n. 1854)
- 14 maggio - Giorgio di Sassonia, principe (n. 1893)
- 15 maggio - Ludwig Roselius, imprenditore tedesco (n. 1874)
- 15 maggio - Stefan Pawlikowski, aviatore e generale polacco (n. 1896)
- 15 maggio - Ru van der Haar, hockeista su prato olandese (n. 1913)
- 16 maggio - Giuseppe Caito, militare italiano (n. 1906)
- 16 maggio - Alfred Hoche, psichiatra tedesco (n. 1865)
- 16 maggio - Roberto Marcolongo, matematico e fisico italiano (n. 1862)
- 16 maggio - Eugenio Sirolli, aviatore italiano (n. 1916)
- 19 maggio - Luigi Maria Olivares, vescovo cattolico italiano (n. 1873)
- 20 maggio - Ludwig Sebastian, vescovo cattolico tedesco (n. 1862)
- 21 maggio - Innocenzo Ragusa, ufficiale italiano (n. 1909)
- 22 maggio - Helen Taft, first lady statunitense (n. 1861)
- 23 maggio - William Aberhart, politico canadese (n. 1878)
- 23 maggio - Michail Barulin, compositore di scacchi sovietico (n. 1897)
- 23 maggio - Giovanni Durli, militare e aviatore italiano (n. 1913)
- 23 maggio - Gianfranco Gazzana Priaroggia, militare italiano (n. 1912)
- 23 maggio - Milutin Ivković, calciatore jugoslavo (n. 1906)
- 25 maggio - Nils von Dardel, pittore svedese (n. 1888)
- 25 maggio - Ali Rida Pascià al-Rikabi, patriota e politico siriano (n. 1863)
- 26 maggio - Tosia Altman, partigiana polacca (n. 1919)
- 26 maggio - Rein Boomsma, calciatore e militare olandese (n. 1879)
- 26 maggio - Edsel Ford, imprenditore statunitense (n. 1893)
- 26 maggio - Alice Tegnér, compositrice svedese (n. 1864)
- 27 maggio - Italo D'Amico, ufficiale e aviatore italiano (n. 1917)
- 27 maggio - Adolf Urban, calciatore e militare tedesco (n. 1914)
- 28 maggio - Kurt Lilien, attore tedesco (n. 1882)
- 29 maggio - Georges-Prudent-Marie Bruley des Varannes, arcivescovo cattolico francese (n. 1864)
- 29 maggio - Guido Mazzoni, italianista, patriota e politico italiano (n. 1859)
- 29 maggio - Muhamed Mehmedbašić, rivoluzionario bosniaco (n. 1887)
- 29 maggio - Sixto Sosa Díaz, vescovo cattolico venezuelano (n. 1870)
- 30 maggio - Paul Nobuo Tatsuguchi, chirurgo giapponese (n. 1911)
- 30 maggio - Giulio Cesare Teloni, assiriologo italiano (n. 1857)
- 31 maggio - Henri Baaij, calciatore olandese (n. 1900)
- 31 maggio - Giorgio di Baviera, presbitero tedesco (n. 1880)

## Giugno(58)
- 1º giugno - Amédée Gastoué, organista e musicologo francese (n. 1873)
- 1º giugno - Leslie Howard, attore, regista e produttore cinematografico britannico (n. 1893)
- 1º giugno - Luigi Stracciari, pittore e scenografo italiano (n. 1900)
- 1º giugno - Donato Tripiccione, generale italiano (n. 1889)
- 2 giugno - Marino Fasan, militare italiano (n. 1906)
- 2 giugno - Park Frame, regista statunitense (n. 1889)
- 2 giugno - Nile Kinnick, giocatore di football americano statunitense (n. 1918)
- 4 giugno - Giuseppe Mario Asinari Rossillon, generale e politico italiano (n. 1874)
- 4 giugno - Francesco Pianzola, presbitero italiano (n. 1881)
- 4 giugno - Han Stijkel, partigiano olandese (n. 1911)
- 6 giugno - Guido Fubini, matematico italiano (n. 1879)
- 6 giugno - Raffaele Gorjux, giornalista italiano (n. 1885)
- 6 giugno - Mimì Maggio, attore e cantante italiano (n. 1879)
- 6 giugno - Emma Turolla, cantante lirica italiana (n. 1858)
- 7 giugno - Carmine Di Giosia, militare italiano (n. 1922)
- 9 giugno - Mina Carlson-Bredberg, pittrice svedese (n. 1857)
- 10 giugno - Mulay 'Abd al-'Aziz, sultano marocchino (n. 1881)
- 10 giugno - Domenico Bevilacqua, militare e aviatore italiano (n. 1912)
- 12 giugno - Etrusco Benci, partigiano e antifascista italiano (n. 1905)
- 12 giugno - Hanns Heinz Ewers, scrittore tedesco (n. 1871)
- 12 giugno - Hans Junkermann, attore tedesco (n. 1872)
- 12 giugno - Nurija Pozderac, insegnante e politico bosniaco (n. 1892)
- 12 giugno - Gaston de Latenay, pittore e incisore francese (n. 1859)
- 13 giugno - Sava Kovačević, partigiano e generale jugoslavo (n. 1905)
- 13 giugno - Sigrid Onégin, contralto tedesco (n. 1889)
- 13 giugno - Kočo Racin, poeta e scrittore macedone (n. 1908)
- 15 giugno - Vilém Goppold von Lobsdorf, schermidore boemo (n. 1869)
- 15 giugno - Ugo Rellini, etnologo e paleontologo italiano (n. 1870)
- 15 giugno - Əzim Əzimzadə, pittore azero (n. 1880)
- 17 giugno - John DuCasse Schulze, scenografo statunitense (n. 1876)
- 17 giugno - Vincent McNabb, religioso, presbitero e scrittore irlandese (n. 1868)
- 20 giugno - Lucien Démanet, ginnasta francese (n. 1874)
- 20 giugno - Eduardo Piola Caselli, magistrato, giurista e politico italiano (n. 1868)
- 20 giugno - Freddie Tomlins, pattinatore artistico su ghiaccio britannico (n. 1919)
- 21 giugno - Alice Boughton, fotografa statunitense (n. 1866)
- 21 giugno - Elise Richter, filologa austriaca (n. 1865)
- 22 giugno - P.A. Orlimont, compositore di scacchi tedesco (n. 1867)
- 24 giugno - Ernesto Bozzano, parapsicologo italiano (n. 1862)
- 24 giugno - Carl Hartmann, calciatore tedesco (n. 1903)
- 24 giugno - Otto Rühle, scrittore e politico tedesco (n. 1874)
- 24 giugno - Alice Rühle-Gerstel, scrittrice e psicologa tedesca (n. 1894)
- 25 giugno - Hector Goetinck, calciatore e allenatore di calcio belga (n. 1887)
- 25 giugno - John Calhoun Phillips, politico statunitense (n. 1870)
- 25 giugno - Pietro Serini, militare e aviatore italiano (n. 1912)
- 25 giugno - Mordechaj Zilberberg, partigiano polacco
- 26 giugno - Karl Landsteiner, medico, biologo e fisiologo austriaco (n. 1868)
- 26 giugno - Fritz Schmidt, politico tedesco (n. 1903)
- 26 giugno - Nicholas John Spykman, statunitense (n. 1893)
- 27 giugno - Luigi Alpago-Novello, medico, letterato e storico italiano (n. 1854)
- 27 giugno - Edward Aleksander Władysław O'Rourke, vescovo cattolico polacco (n. 1876)
- 27 giugno - Vangelis Papazoglou, musicista e compositore greco (n. 1896)
- 27 giugno - Giuseppe Valentino, politico italiano (n. 1865)
- 28 giugno - Philipp Heck, giurista tedesco (n. 1858)
- 28 giugno - Gennaro Napoli, compositore italiano (n. 1881)
- 28 giugno - Alma Vivoda, partigiana italiana (n. 1911)
- 28 giugno - Ladislav Vácha, ginnasta cecoslovacco (n. 1899)
- 29 giugno - Daisy Cornwallis-West, socialite britannica (n. 1873)
- 30 giugno - Vittorio Zucca, velocista e calciatore italiano (n. 1895)

## Luglio(114)
- 1º luglio - Willem Arondéus, scrittore, pittore e partigiano olandese (n. 1894)
- 1º luglio - Pietro Gentilini, imprenditore italiano (n. 1856)
- 2 luglio - Valdemar Bøggild, ginnasta danese (n. 1893)
- 2 luglio - Cesare Forni, politico italiano (n. 1890)
- 2 luglio - Gerrit Kleerekoper, allenatore di ginnastica artistica olandese (n. 1897)
- 2 luglio - Helena Nordheim, ginnasta olandese (n. 1903)
- 2 luglio - Asim Zeneli, militare e partigiano albanese (n. 1916)
- 3 luglio - Walter Thijssen, canottiere olandese (n. 1877)
- 4 luglio - Thomas Condon, politico irlandese (n. 1850)
- 4 luglio - Władysław Sikorski, generale e politico polacco (n. 1881)
- 4 luglio - Herbert Tillemann, cestista estone (n. 1920)
- 5 luglio - Anna Alma-Tadema, pittrice britannica (n. 1867)
- 5 luglio - Ashley Campbell, tennista australiano (n. 1880)
- 5 luglio - Leonardo Ferrulli, militare e aviatore italiano (n. 1918)
- 5 luglio - Franco Lucchini, ufficiale e aviatore italiano (n. 1914)
- 5 luglio - Julian Schmitz, ginnasta e multiplista statunitense (n. 1881)
- 6 luglio - Teruo Akiyama, ammiraglio giapponese (n. 1891)
- 6 luglio - Nazaria Ignacia March Mesa, religiosa spagnola (n. 1889)
- 6 luglio - Margarita Tutulani, partigiana albanese (n. 1925)
- 6 luglio - Maximilian von Schenckendorff, generale tedesco (n. 1875)
- 8 luglio - Jean Moulin, militare e partigiano francese (n. 1899)
- 8 luglio - Elli Smula, tedesca (n. 1914)
- 9 luglio - Massimo Di Donato, magistrato e politico italiano (n. 1874)
- 9 luglio - Eugenio Maury di Morancez, imprenditore e politico italiano (n. 1858)
- 9 luglio - Armin Thiede, militare e aviatore tedesco (n. 1907)
- 10 luglio - Luigi Ignazio Adorno, militare italiano (n. 1917)
- 10 luglio - Vincenzo Barone, militare italiano (n. 1916)
- 10 luglio - Giuseppe Ferrari, calciatore italiano (n. 1913)
- 10 luglio - Guido Nobili, ufficiale e aviatore italiano (n. 1908)
- 10 luglio - Frank Schlesinger, astronomo statunitense (n. 1871)
- 10 luglio - Guido Signorelli, militare italiano (n. 1920)
- 11 luglio - Francesco Caprile, marinaio italiano (n. 1912)
- 11 luglio - Enrico Francisci, generale italiano (n. 1884)
- 11 luglio - Ludvig Holstein, scrittore danese (n. 1864)
- 11 luglio - Margaret Gathorne-Hardy, nobildonna inglese (n. 1858)
- 11 luglio - Vera Aleksandrovna Trefilova, danzatrice russa (n. 1875)
- 12 luglio - Vincenzo Casoli, magistrato e politico italiano (n. 1864)
- 12 luglio - Cecilia Loftus, attrice, cantante e mimo britannica (n. 1876)
- 13 luglio - Marianna Biernacka, beata polacca (n. 1888)
- 13 luglio - Kurt Huber, antifascista tedesco (n. 1893)
- 13 luglio - Shunji Isaki, ammiraglio giapponese (n. 1892)
- 13 luglio - Ivan Goran Kovačić, scrittore, giornalista e partigiano croato (n. 1913)
- 13 luglio - Mario Mona, militare italiano (n. 1893)
- 13 luglio - John Dering Nettleton, militare e aviatore sudafricano (n. 1917)
- 13 luglio - Francesco Rossi, prefetto e politico italiano (n. 1868)
- 13 luglio - Antonio Santangelo Fulci, militare italiano (n. 1922)
- 13 luglio - Alexander Schmorell, antifascista tedesco (n. 1917)
- 13 luglio - Domenico Tumiati, scrittore e drammaturgo italiano (n. 1874)
- 14 luglio - Luz Long, lunghista e triplista tedesco (n. 1913)
- 15 luglio - Achille Alberti, scultore italiano (n. 1860)
- 15 luglio - Vittoria Nenni, antifascista italiana (n. 1915)
- 15 luglio - Aleardo Terzi, pittore, disegnatore e pubblicitario italiano (n. 1870)
- 16 luglio - Arthur Byron, attore statunitense (n. 1872)
- 16 luglio - Noël Castelain, militare francese (n. 1917)
- 16 luglio - Helga Deen, polacca (n. 1925)
- 16 luglio - Albert Bushnell Hart, storico statunitense (n. 1854)
- 16 luglio - Albert Henri Littolff, militare francese (n. 1911)
- 16 luglio - Eugen Lovinescu, critico letterario, storico e scrittore rumeno (n. 1881)
- 17 luglio - Patrick Duncan, politico britannico (n. 1870)
- 17 luglio - William Fildew, direttore della fotografia statunitense (n. 1890)
- 17 luglio - Walther von Hünersdorff, generale tedesco (n. 1898)
- 17 luglio - Ettore Marroni, giornalista italiano (n. 1875)
- 17 luglio - Ugo Pellis, letterato e fotografo italiano (n. 1882)
- 18 luglio - Jean Alavoine, ciclista su strada francese (n. 1888)
- 18 luglio - Raffaele Porrani, carabiniere italiano (n. 1918)
- 19 luglio - Ekaterina Budanova, aviatrice sovietica (n. 1916)
- 19 luglio - Azolino Hazon, generale italiano (n. 1883)
- 19 luglio - Harry Heusser, pittore e grafico austriaco (n. 1886)
- 19 luglio - Harry Pace, imprenditore, editore musicale e avvocato statunitense (n. 1884)
- 19 luglio - Gino Priolo, militare e aviatore italiano (n. 1912)
- 19 luglio - Józef Achilles Puchała, religioso polacco (n. 1911)
- 19 luglio - Bruno Serotini, militare e aviatore italiano (n. 1915)
- 19 luglio - Giuseppe Terragni, architetto italiano (n. 1904)
- 19 luglio - Carlo Zangarini, poeta, librettista e regista italiano (n. 1873)
- 20 luglio - Martin Faust, attore statunitense (n. 1886)
- 20 luglio - Walter Schilling, generale tedesco (n. 1895)
- 20 luglio - Arus Voskanian, attrice ottomana (n. 1889)
- 20 luglio - Walter Wessel, generale tedesco (n. 1892)
- 21 luglio - Charley Paddock, velocista statunitense (n. 1900)
- 21 luglio - Luigi Scapuzzi, militare italiano (n. 1920)
- 21 luglio - Louis Vauxcelles, critico d'arte francese (n. 1870)
- 22 luglio - Aldo Bellò, aviatore e militare italiano (n. 1911)
- 22 luglio - Paolo Damiani, militare e aviatore italiano (n. 1917)
- 22 luglio - Ferruccio Serafini, militare e aviatore italiano (n. 1920)
- 22 luglio - Marcus Wallenberg, banchiere e imprenditore svedese (n. 1864)
- 23 luglio - Costanza Bruno, infermiera e militare italiana (n. 1915)
- 23 luglio - Mickey Hamill, calciatore irlandese (n. 1889)
- 23 luglio - Mario Nicolis di Robilant, generale e politico italiano (n. 1855)
- 23 luglio - Anna Polak, ginnasta olandese (n. 1906)
- 23 luglio - Emanuel Querido, editore, romanziere e attivista olandese (n. 1871)
- 24 luglio - Alfredo Petrillo, avvocato, giornalista e politico italiano (n. 1872)
- 24 luglio - Virgilio Pongiluppi, militare e aviatore italiano (n. 1911)
- 24 luglio - Erminio Sommaruga, militare italiano (n. 1893)
- 25 luglio - Muhammad bin Abd al-Rahman Al Sa'ud, principe e politico saudita (n. 1882)
- 26 luglio - Luis Barros Borgoño, avvocato e politico cileno (n. 1858)
- 26 luglio - Manlio Morgagni, giornalista italiano (n. 1879)
- 27 luglio - Nikolaj Batjuk, generale sovietico (n. 1905)
- 27 luglio - Josef Jennewein, aviatore e sciatore alpino tedesco (n. 1919)
- 27 luglio - Herbert Barrett, tennista britannico (n. 1873)
- 27 luglio - Maria Clemenza Staszewska, religiosa polacca (n. 1890)
- 28 luglio - Albert Preziosi, aviatore francese (n. 1915)
- 29 luglio - Joseph Nicholas Dinand, vescovo cattolico e missionario statunitense (n. 1869)
- 29 luglio - Maria Gay, mezzosoprano spagnolo (n. 1876)
- 29 luglio - Nasir ul-Mulk, principe indiano (n. 1897)
- 29 luglio - Pedro Peña, diplomatico e politico paraguaiano (n. 1864)
- 30 luglio - Max Eitingon, psicoanalista tedesco (n. 1881)
- 30 luglio - Marie-Louise Giraud, francese (n. 1903)
- 30 luglio - Owen Nares, attore inglese (n. 1888)
- 30 luglio - Giovanni Zibordi, politico e giornalista italiano (n. 1870)
- 31 luglio - Giovanni Cattaneo, militare italiano (n. 1916)
- 31 luglio - Sada Cowan, sceneggiatrice statunitense (n. 1882)
- 31 luglio - Lida Gustava Heymann, attivista tedesca (n. 1868)
- 31 luglio - Arturo Vella, politico e antifascista italiano (n. 1886)
- 31 luglio - Rodger Wilton Young, militare statunitense (n. 1918)

## Agosto(88)
- 1º agosto - Addison Baker, militare e aviatore statunitense (n. 1920)
- 1º agosto - Marin Ghica, militare e aviatore rumeno (n. 1908)
- 1º agosto - Lloyd Herbert Hughes, militare e aviatore statunitense (n. 1921)
- 1º agosto - John Jerstad, militare e aviatore statunitense (n. 1918)
- 1º agosto - Arthur Knautz, pallamanista tedesco (n. 1911)
- 1º agosto - Lidija Litvjak, aviatrice sovietica (n. 1921)
- 1º agosto - Tim Williamson, calciatore inglese (n. 1884)
- 2 agosto - Pietro Bianchi, militare e aviatore italiano (n. 1915)
- 2 agosto - Miyagi Yotoku, pittore giapponese (n. 1903)
- 3 agosto - Frumka Płotnicka, attivista polacca (n. 1914)
- 5 agosto - William Anderson, crickettista britannico (n. 1859)
- 5 agosto - Giovanni Bonetto, militare italiano (n. 1919)
- 5 agosto - Cato Bontjes van Beek, antifascista tedesca (n. 1920)
- 5 agosto - Eva-Maria Buch, attivista tedesca (n. 1921)
- 5 agosto - Eudo Giulioli, militare italiano (n. 1913)
- 5 agosto - Ursula Goetze, antifascista tedesca (n. 1916)
- 5 agosto - Anna Krauss, antifascista tedesca (n. 1884)
- 5 agosto - Adam Kuckhoff, scrittore, giornalista e drammaturgo tedesco (n. 1887)
- 5 agosto - Ingeborg Kummerow, antifascista tedesca (n. 1912)
- 5 agosto - John Norton, numismatico e politico britannico (n. 1855)
- 5 agosto - Hilde Rake, antifascista tedesca (n. 1909)
- 5 agosto - Rose Schlösinger, insegnante tedesca (n. 1907)
- 5 agosto - Oda Schottmüller, danzatrice, scultrice e antifascista tedesca (n. 1905)
- 5 agosto - Maria Terwiel, antifascista tedesca (n. 1910)
- 5 agosto - Liane Berkowitz, antifascista tedesca (n. 1923)
- 6 agosto - Domenico Piacentino, imprenditore e politico italiano (n. 1893)
- 7 agosto - Gastone Guerrieri di Mirafiori, imprenditore e politico italiano (n. 1878)
- 7 agosto - Sarah Purser, artista irlandese (n. 1848)
- 7 agosto - Gustav Schmidt, generale tedesco (n. 1894)
- 8 agosto - Carlo Clausetti, compositore, regista e librettista italiano (n. 1869)
- 8 agosto - Livio Ciardi, sindacalista italiano (n. 1881)
- 8 agosto - Viktor Dvorčák, politico e giornalista slovacco (n. 1878)
- 8 agosto - Plinio Nomellini, pittore italiano (n. 1866)
- 9 agosto - Franz Jägerstätter, austriaco (n. 1907)
- 9 agosto - Chaïm Soutine, pittore russo (n. 1893)
- 10 agosto - Franz Cisar, calciatore austriaco (n. 1908)
- 10 agosto - Axel Runström, pallanuotista e tuffatore svedese (n. 1883)
- 10 agosto - Enzo Tolu, militare italiano (n. 1913)
- 11 agosto - Hermann Kreß, generale tedesco (n. 1895)
- 11 agosto - Antonio Passarelli, generale italiano (n. 1887)
- 11 agosto - Viktor Alekseevič Savin, poeta e drammaturgo sovietico (n. 1888)
- 12 agosto - Vittorio Cannaviello, aviatore e militare italiano (n. 1906)
- 12 agosto - Josef Cumpe, compositore di scacchi boemo (n. 1868)
- 12 agosto - Vittorio Sella, alpinista e fotografo italiano (n. 1859)
- 13 agosto - Arthur Louis Aaron, militare e aviatore britannico (n. 1922)
- 13 agosto - Jakob Gapp, presbitero austriaco (n. 1897)
- 13 agosto - Antonio Marovelli, ginnasta italiano (n. 1896)
- 13 agosto - Raffaele Melis, presbitero italiano (n. 1886)
- 13 agosto - Salvatore Minocchi, presbitero, storico e biblista italiano (n. 1869)
- 14 agosto - Luigi Maria Foschini, politico italiano (n. 1867)
- 14 agosto - Joe Kelley, giocatore di baseball e allenatore di baseball statunitense (n. 1871)
- 15 agosto - Genuzio Bentini, avvocato e politico italiano (n. 1874)
- 16 agosto - Italico Brass, pittore, scenografo e collezionista d'arte italiano (n. 1870)
- 16 agosto - Jean de Selys Longchamps, aviatore belga (n. 1912)
- 17 agosto - Augusto Cristina, calciatore italiano (n. 1914)
- 17 agosto - Walter Thiel, ingegnere tedesco (n. 1910)
- 18 agosto - Maurice Couette, fisico francese (n. 1858)
- 18 agosto - Friedrich Hartogs, matematico tedesco (n. 1874)
- 18 agosto - Hans Jeschonnek, generale tedesco (n. 1899)
- 18 agosto - Ali-Aga Šichlinskij, generale azero (n. 1863)
- 20 agosto - Kalevi Tervo, militare e aviatore finlandese (n. 1919)
- 21 agosto - Abraham Merritt, giornalista e scrittore statunitense (n. 1884)
- 21 agosto - Henrik Pontoppidan, scrittore danese (n. 1857)
- 22 agosto - Luigi Fausti, presbitero, storico e storico dell'arte italiano (n. 1883)
- 22 agosto - Giovanni Laterza, editore italiano (n. 1873)
- 24 agosto - Eileen Gwladys Butler, nobildonna inglese (n. 1891)
- 24 agosto - Cesare Cattaneo, architetto italiano (n. 1912)
- 24 agosto - Teresina De Pierro, poetessa italiana (n. 1859)
- 24 agosto - Luigi Malvezzi, militare e ingegnere italiano (n. 1884)
- 24 agosto - Ettore Muti, militare, aviatore e politico italiano (n. 1902)
- 24 agosto - Giulia Cassini Rizzotto, attrice e regista italiana (n. 1865)
- 24 agosto - Simone Weil, filosofa, mistica e scrittrice francese (n. 1909)
- 25 agosto - Paul Freiherr von Eltz-Rübenach, politico tedesco (n. 1875)
- 25 agosto - Felice Mazzetti, militare e aviatore italiano (n. 1897)
- 26 agosto - Vladimirs Petrovs, scacchista lettone (n. 1908)
- 27 agosto - José Gaspar d'Afonseca e Silva, arcivescovo cattolico brasiliano (n. 1901)
- 27 agosto - Joseph Levering, regista, attore e sceneggiatore statunitense (n. 1874)
- 27 agosto - Constantin Prezan, generale rumeno (n. 1861)
- 28 agosto - Boris III di Bulgaria, sovrano bulgaro (n. 1894)
- 28 agosto - Luigi Perenni, sciatore di pattuglia militare e scialpinista italiano (n. 1913)
- 28 agosto - Francesco Pujia, magistrato e politico italiano (n. 1861)
- 28 agosto - George Underwood, mezzofondista statunitense (n. 1884)
- 30 agosto - Werner von Bülow, militare tedesco (n. 1898)
- 30 agosto - Eustáquio van Lieshout, presbitero olandese (n. 1890)
- 30 agosto - Eddy de Neve, calciatore olandese (n. 1882)
- 30 agosto - Jean Nicoli, partigiano francese (n. 1899)
- 31 agosto - Arturo Ciano, ammiraglio e imprenditore italiano (n. 1874)
- 31 agosto - Elisabeth Vreede, matematica, astrologa e astronoma olandese (n. 1879)

## Settembre(167)
- 1º settembre - Albert Durand, militare e aviatore francese (n. 1918)
- 1º settembre - Harry McCoy, attore, sceneggiatore e regista statunitense (n. 1893)
- 1º settembre - Arthur Streeton, pittore australiano (n. 1867)
- 1º settembre - W. W. Jacobs, scrittore inglese (n. 1863)
- 2 settembre - Ernest Ebbage, tiratore di fune britannico (n. 1873)
- 2 settembre - Marsden Hartley, pittore e poeta statunitense (n. 1877)
- 2 settembre - Antonio Mancino, carabiniere italiano (n. 1919)
- 3 settembre - Paolo Orlando, ingegnere e politico italiano (n. 1858)
- 4 settembre - Giuseppe Cenni, ufficiale e aviatore italiano (n. 1915)
- 4 settembre - Renato Moglia, ufficiale e aviatore italiano (n. 1916)
- 4 settembre - Gabriel Rosca, regista, attore e sceneggiatore francese (n. 1895)
- 5 settembre - Ettore Nadalini, politico italiano (n. 1853)
- 6 settembre - Gino Bolognese, calciatore italiano (n. 1910)
- 6 settembre - Reginald McKenna, banchiere e politico britannico (n. 1863)
- 6 settembre - Friend Richardson, politico statunitense (n. 1865)
- 8 settembre - Julius Fučík, giornalista, scrittore e antifascista ceco (n. 1903)
- 8 settembre - Ferrante Vincenzo Gonzaga, militare italiano (n. 1889)
- 8 settembre - Giuseppe Sani, pittore italiano (n. 1869)
- 8 settembre - Magnus Stifter, attore e regista austriaco (n. 1878)
- 9 settembre - Carlo Bergamini, ammiraglio italiano (n. 1888)
- 9 settembre - Udino Bombieri, partigiano italiano (n. 1915)
- 9 settembre - Ferruccio Cableri, militare italiano (n. 1907)
- 9 settembre - Stanislao Caraciotti, ammiraglio italiano (n. 1897)
- 9 settembre - Alessandro Cavriani, marinaio italiano (n. 1911)
- 9 settembre - Gaetano Dadomo, militare italiano (n. 1915)
- 9 settembre - Alboino De Iuliis, militare italiano (n. 1892)
- 9 settembre - Orlando De Tommaso, militare italiano (n. 1897)
- 9 settembre - Adone Del Cima, militare e marinaio italiano (n. 1898)
- 9 settembre - Virginio Fasan, militare italiano (n. 1914)
- 9 settembre - Michele Ferraiolo, patriota e militare italiano (n. 1886)
- 9 settembre - Mario Flores, militare italiano (n. 1919)
- 9 settembre - Gian Paolo Gamerra, militare italiano (n. 1907)
- 9 settembre - Vincenzo Janfolla, avvocato e politico italiano (n. 1873)
- 9 settembre - Demos Malavasi, operaio e partigiano italiano (n. 1912)
- 9 settembre - Federico Martinengo, ammiraglio e aviatore italiano (n. 1897)
- 9 settembre - Charles McLean Andrews, storico statunitense (n. 1863)
- 9 settembre - Eugen Neutert, tedesco (n. 1905)
- 9 settembre - Vincenzo Pandolfo, partigiano italiano (n. 1910)
- 9 settembre - Ettore Rosso, militare italiano (n. 1920)
- 9 settembre - Wilhelm Schürmann-Horster, attore, drammaturgo e regista tedesco (n. 1900)
- 10 settembre - Alberto Bechi Luserna, ufficiale e scrittore italiano (n. 1904)
- 10 settembre - Suse Byk, fotografa tedesca (n. 1884)
- 10 settembre - Alberto Ferrario, aviatore e militare italiano (n. 1904)
- 10 settembre - Enzo Fioritto, militare e partigiano italiano (n. 1921)
- 10 settembre - Paul de Forges, militare e aviatore francese (n. 1912)
- 10 settembre - Romolo Fugazza, militare italiano (n. 1913)
- 10 settembre - Alberto Geremicca, politico e giornalista italiano (n. 1863)
- 10 settembre - Nunzio Incannamorte, militare italiano (n. 1913)
- 10 settembre - Christopher de Paus, collezionista d'arte e filantropo norvegese (n. 1862)
- 10 settembre - Luigi Perna, partigiano italiano (n. 1921)
- 10 settembre - Raffaele Persichetti, militare italiano (n. 1915)
- 10 settembre - Camillo Sabatini, militare e partigiano italiano (n. 1914)
- 10 settembre - Jean de Sibour, militare e aviatore francese (n. 1922)
- 11 settembre - Domenico Baffigo, militare e marinaio italiano (n. 1912)
- 11 settembre - Enrico Forzati, avvocato e militare italiano (n. 1905)
- 11 settembre - Andreas Latzko, scrittore austro-ungarico (n. 1876)
- 11 settembre - Pierre Le Gloan, aviatore francese (n. 1913)
- 11 settembre - Giuseppina Rippa, antifascista italiana (n. 1915)
- 11 settembre - Farid Simaika, tuffatore egiziano (n. 1907)
- 11 settembre - Adamae Vaughn, attrice statunitense (n. 1905)
- 12 settembre - Giuseppe Castelli, vescovo cattolico italiano (n. 1871)
- 12 settembre - Bruno Conti, militare e partigiano italiano (n. 1911)
- 12 settembre - George F. Hopkinson, generale britannico (n. 1895)
- 12 settembre - Eugenio Leoni, presbitero italiano (n. 1880)
- 12 settembre - Andrea Mansi, marinaio italiano (n. 1919)
- 13 settembre - Giuseppe Amico, generale italiano (n. 1890)
- 13 settembre - Carlo Avegno, ufficiale italiano (n. 1900)
- 13 settembre - Boris Blinov, attore sovietico (n. 1909)
- 13 settembre - Ugo Cavallero, generale e politico italiano (n. 1880)
- 13 settembre - Domenico D'Angelo, militare italiano (n. 1899)
- 13 settembre - Luigi Goytre, militare italiano (n. 1893)
- 13 settembre - Carlo Pirzio Biroli, militare e partigiano italiano (n. 1909)
- 13 settembre - Rudolf Ramseyer, calciatore svizzero (n. 1897)
- 13 settembre - Francisco de Asís Vidal y Barraquer, cardinale e arcivescovo cattolico spagnolo (n. 1868)
- 14 settembre - Gino Canetti, militare italiano (n. 1914)
- 14 settembre - Rune Carlsson, calciatore svedese (n. 1909)
- 14 settembre - Ernst Linder, generale e cavaliere svedese (n. 1868)
- 14 settembre - Léonard Misonne, fotografo belga (n. 1870)
- 15 settembre - Blanchette Fernandez Diaz, greca (n. 1931)
- 16 settembre - Bruno Edmondo Arnaud, militare italiano (n. 1901)
- 16 settembre - Pasquale Capone, militare italiano (n. 1896)
- 16 settembre - Carlo Cerini, partigiano italiano (n. 1921)
- 16 settembre - Ferruccio Chemello, architetto italiano (n. 1862)
- 16 settembre - Eugénie Strong, archeologa inglese (n. 1860)
- 16 settembre - Pierre Seyler, calciatore francese (n. 1898)
- 16 settembre - Angelo Tarticchio, presbitero italiano (n. 1907)
- 16 settembre - Raffaele Trevisan, partigiano italiano (n. 1906)
- 16 settembre - Henry Wellesley, VI duca di Wellington, nobile e militare inglese (n. 1912)
- 17 settembre - Estella Agsteribbe, ginnasta olandese (n. 1909)
- 17 settembre - Marcello Bonacchi, militare italiano (n. 1919)
- 17 settembre - Giuseppe Jona, medico italiano (n. 1866)
- 17 settembre - Gino Lucetti, anarchico e antifascista italiano (n. 1900)
- 17 settembre - Filiberto Luzzani, presbitero e botanico italiano (n. 1909)
- 17 settembre - Pasquale Sacco, carabiniere italiano (n. 1900)
- 18 settembre - Arturo Maira, dirigente d'azienda e militare italiano (n. 1899)
- 18 settembre - Paolo Vannucci, militare italiano (n. 1917)
- 19 settembre - Giuseppe Bernardi, presbitero italiano (n. 1897)
- 19 settembre - Mario Ghibaudo, presbitero italiano (n. 1920)
- 19 settembre - Adolfo Re Riccardi, impresario teatrale e critico teatrale italiano (n. 1859)
- 20 settembre - Adolf Paul, scrittore svedese (n. 1863)
- 20 settembre - Vito Cascio Ferro, mafioso italiano (n. 1862)
- 20 settembre - Nelson le Follet, illusionista e trasformista italiano (n. 1869)
- 21 settembre - Abele Ambrosini, militare italiano (n. 1915)
- 21 settembre - Seymour Bathurst, VII conte Bathurst, nobile e ufficiale britannico (n. 1864)
- 21 settembre - Primo Cai, partigiano e militare italiano (n. 1922)
- 21 settembre - Kingsley Wood, politico britannico (n. 1881)
- 21 settembre - Tatiana Schucht, insegnante e traduttrice russa (n. 1887)
- 22 settembre - Nikolaos Balànos, architetto greco (n. 1860)
- 22 settembre - Arturo Boniforti, calciatore italiano (n. 1912)
- 22 settembre - Antonio Cei, partigiano italiano (n. 1915)
- 22 settembre - Antonio Cianciullo, militare italiano (n. 1913)
- 22 settembre - Luigi Gherzi, generale italiano (n. 1889)
- 22 settembre - Benedetto Ippolito Maffeis, militare e partigiano italiano (n. 1920)
- 22 settembre - Giovanni Maltese, militare italiano (n. 1895)
- 22 settembre - Hans Pedersen, ginnasta danese (n. 1887)
- 22 settembre - Armando Pica, militare e partigiano italiano (n. 1904)
- 22 settembre - Antonio Valgoi, militare italiano (n. 1907)
- 23 settembre - Gino Ceschelli, presbitero italiano (n. 1902)
- 23 settembre - Innocente Chersi, politico italiano (n. 1861)
- 23 settembre - Salvo D'Acquisto, militare italiano (n. 1920)
- 23 settembre - Jean Fernandez Diaz, italiano (n. 1926)
- 23 settembre - Pierre Fernandez Diaz, imprenditore greco (n. 1897)
- 23 settembre - Robert Fernandez Diaz, greco (n. 1930)
- 23 settembre - Alfredo Fè d'Ostiani, generale italiano (n. 1866)
- 23 settembre - Elinor Glyn, scrittrice e sceneggiatrice britannica (n. 1864)
- 23 settembre - Carlo Negri, militare e aviatore italiano (n. 1919)
- 23 settembre - Giovanni Soglian, linguista italiano (n. 1901)
- 23 settembre - Libero Tubino, antifascista italiano (n. 1925)
- 23 settembre - Theodor Wolff, giornalista e scrittore tedesco (n. 1868)
- 24 settembre - Romeo Bonomelli, pittore italiano (n. 1871)
- 24 settembre - Livio Duce, militare italiano (n. 1897)
- 24 settembre - Giovanni Battista Fioretti, ufficiale italiano (n. 1905)
- 24 settembre - Antonio Gandin, generale italiano (n. 1891)
- 24 settembre - Mario Mastrangelo, militare italiano (n. 1900)
- 24 settembre - Achille Olivieri, militare italiano (n. 1911)
- 24 settembre - Carmelo Onorato, militare italiano (n. 1916)
- 24 settembre - Orazio Petruccelli, militare italiano (n. 1914)
- 24 settembre - Alfredo Sandulli Mercuro, militare italiano (n. 1919)
- 25 settembre - Elio Bettini, militare italiano (n. 1895)
- 25 settembre - Filomena Galdieri, attivista e partigiana italiana
- 25 settembre - Alexander Noble Hall, calciatore scozzese (n. 1880)
- 25 settembre - Gjon Kujxhija, musicista e musicologo albanese (n. 1920)
- 25 settembre - Alexandre Maspoli, sollevatore, lunghista e scultore francese (n. 1875)
- 25 settembre - Kurt Rosenfeld, politico e avvocato tedesco (n. 1877)
- 26 settembre - Antonino Anile, anatomista, letterato e politico italiano (n. 1869)
- 26 settembre - Hisashi Kimura, astronomo giapponese (n. 1870)
- 27 settembre - Mario Capuani, partigiano e medico italiano (n. 1908)
- 27 settembre - Willoughby Hamilton, tennista e calciatore irlandese (n. 1864)
- 27 settembre - Luigi Lusignani, militare italiano (n. 1896)
- 27 settembre - Mao Zemin, politico e rivoluzionario cinese (n. 1896)
- 27 settembre - Charles Robson, crickettista, allenatore di calcio e dirigente sportivo inglese (n. 1859)
- 27 settembre - Luigi Viviani, ingegnere e militare italiano (n. 1903)
- 28 settembre - Fritzi Brunette, attrice statunitense (n. 1890)
- 28 settembre - Luigi Carini, attore italiano (n. 1869)
- 28 settembre - Pasquale Formisano, partigiano italiano (n. 1926)
- 28 settembre - Richard Austin Freeman, scrittore e medico britannico (n. 1862)
- 28 settembre - Filippo Illuminato, partigiano italiano (n. 1930)
- 28 settembre - Wilhelm Kube, politico tedesco (n. 1887)
- 28 settembre - Sam Ruben, biochimico statunitense (n. 1913)
- 28 settembre - Karl Walser, pittore e scenografo svizzero (n. 1877)
- 29 settembre - Gennaro Capuozzo, partigiano italiano (n. 1932)
- 29 settembre - Pietro Fanti, militare italiano (n. 1899)
- 29 settembre - Mario Menichini, partigiano italiano (n. 1926)
- 30 settembre - Maria Jotuni, scrittrice e drammaturga finlandese (n. 1880)
- 30 settembre - Johan Ludwig Mowinckel, politico norvegese (n. 1870)
- 30 settembre - Tom Newman, giocatore di snooker inglese (n. 1894)
- 30 settembre - Franz Oppenheimer, economista, sociologo e medico tedesco (n. 1864)

## Ottobre(105)
- 1º ottobre - Alfonso Cigala Fulgosi, generale italiano (n. 1884)
- 1º ottobre - Charles Moisson, francese (n. 1864)
- 1º ottobre - Salvatore Pelligra, generale italiano (n. 1891)
- 1º ottobre - Angelo Policardi, generale italiano (n. 1888)
- 1º ottobre - Yitzhak Rudashevski, scrittore lituano (n. 1927)
- 1º ottobre - Alberto de Agazio, generale italiano (n. 1888)
- 2 ottobre - Leo Pierson, attore statunitense (n. 1888)
- 2 ottobre - Umberto Volpi, partigiano e militare italiano (n. 1892)
- 3 ottobre - Serafino Cellini, aviatore e partigiano italiano (n. 1921)
- 3 ottobre - Miroslav Dešković, calciatore jugoslavo (n. 1907)
- 3 ottobre - Alessandro Panichi, partigiano italiano (n. 1923)
- 3 ottobre - Herbert Wipiti, militare e aviatore neozelandese (n. 1922)
- 4 ottobre - Ernesto Chiminello, generale italiano (n. 1890)
- 4 ottobre - Mario Falco, giurista italiano (n. 1884)
- 4 ottobre - Irena Iłłakowicz, militare, agente segreto e patriota polacca (n. 1906)
- 5 ottobre - Anselmo Anselmi, notaio italiano (n. 1863)
- 5 ottobre - Bernile Nienau, tedesca (n. 1926)
- 5 ottobre - James Fortescue Flannery, ingegnere e politico britannico (n. 1851)
- 5 ottobre - Mario Gigante, ufficiale italiano (n. 1898)
- 5 ottobre - Domenico Pennestrì, ufficiale italiano (n. 1899)
- 5 ottobre - Leon Roppolo, clarinettista statunitense (n. 1902)
- 5 ottobre - Carlo Santagata, partigiano italiano (n. 1927)
- 5 ottobre - Nicola Sernia, partigiano italiano (n. 1910)
- 5 ottobre - Bruno Vattovaz, canottiere italiano (n. 1912)
- 6 ottobre - Trentino La Barba, partigiano italiano (n. 1915)
- 7 ottobre - Cristoforo d'Assia-Kassel, ufficiale tedesco (n. 1901)
- 7 ottobre - Rodolfo Betti, militare italiano (n. 1920)
- 7 ottobre - Emilio Cirino, militare italiano (n. 1895)
- 7 ottobre - Concetto Focaccetti, militare italiano (n. 1917)
- 7 ottobre - Rosa Guarnieri Calò Carducci, italiana
- 7 ottobre - Radclyffe Hall, scrittrice britannica (n. 1880)
- 7 ottobre - Carlo Schmidl, editore e collezionista d'arte italiano (n. 1859)
- 7 ottobre - Luigi Sedea, militare e partigiano italiano (n. 1913)
- 7 ottobre - Archibald Warden, tennista britannico (n. 1869)
- 8 ottobre - Michel Fingesten, pittore e incisore ceco (n. 1884)
- 8 ottobre - Marianne Golz, cantante lirica e attrice austriaca (n. 1895)
- 8 ottobre - Hans Philipp, militare e aviatore tedesco (n. 1917)
- 8 ottobre - Gustave de Smet, pittore belga (n. 1877)
- 9 ottobre - Sven Bylander, ingegnere svedese (n. 1877)
- 9 ottobre - Angelo Canossi, poeta e viaggiatore italiano (n. 1862)
- 9 ottobre - Charles Graham, attore statunitense (n. 1895)
- 9 ottobre - Pieter Zeeman, fisico olandese (n. 1865)
- 10 ottobre - Secondo Bologna, vescovo cattolico italiano (n. 1898)
- 10 ottobre - Armando Frigo, calciatore statunitense (n. 1917)
- 10 ottobre - Johan Jansson, tuffatore svedese (n. 1892)
- 10 ottobre - Frits Kuipers, calciatore olandese (n. 1899)
- 10 ottobre - Charlotte Salomon, pittrice tedesca (n. 1917)
- 10 ottobre - Alfonso Volpi, partigiano e ingegnere italiano (n. 1909)
- 10 ottobre - Charles West, attore statunitense (n. 1885)
- 11 ottobre - Louis Balbach, tuffatore statunitense (n. 1896)
- 11 ottobre - Madeleine Charnaux, scultrice e aviatrice francese (n. 1902)
- 11 ottobre - Gerda Holmes, attrice statunitense (n. 1891)
- 11 ottobre - Ettore Ovazza, banchiere, imprenditore e saggista italiano (n. 1892)
- 12 ottobre - Ulisse Betti, fantino italiano (n. 1863)
- 12 ottobre - Willi Graf, attivista tedesco (n. 1918)
- 12 ottobre - Gustavo Lanza, militare e partigiano italiano (n. 1894)
- 12 ottobre - Michele Maluta, imprenditore e dirigente sportivo italiano (n. 1868)
- 12 ottobre - Max Wertheimer, psicologo ceco (n. 1880)
- 13 ottobre - Kerala Varma VI, principe indiano (n. 1863)
- 13 ottobre - Iginio Tansini, chirurgo e oncologo italiano (n. 1855)
- 14 ottobre - Rudolf Beckmann, militare tedesco (n. 1910)
- 14 ottobre - Saul Cernichovskij, poeta russo (n. 1875)
- 14 ottobre - Siegfried Graetschus, militare tedesco (n. 1916)
- 14 ottobre - Johann Niemann, militare tedesco (n. 1913)
- 14 ottobre - Ernst Stengelin, militare tedesco (n. 1911)
- 15 ottobre - J. Charles Haydon, regista, attore e sceneggiatore statunitense (n. 1875)
- 15 ottobre - Mänşük Mämetova, militare sovietica (n. 1922)
- 15 ottobre - Sof'ja Magarill, attrice sovietica (n. 1900)
- 15 ottobre - Stasys Šimkus, compositore lituano (n. 1887)
- 16 ottobre - Hans Kamecke, generale tedesco (n. 1890)
- 16 ottobre - Riad Shawki, calciatore egiziano (n. 1893)
- 17 ottobre - Pasquale Di Benedetto, militare e partigiano italiano (n. 1920)
- 17 ottobre - Günther Gumprich, militare tedesco (n. 1900)
- 18 ottobre - Émile Beaussier, pittore francese (n. 1874)
- 18 ottobre - Ettore De Corti, militare italiano (n. 1919)
- 18 ottobre - Attilio Frescura, scrittore e giornalista italiano (n. 1881)
- 18 ottobre - Mario Riva, militare e partigiano italiano (n. 1900)
- 19 ottobre - André Antoine, attore teatrale, regista teatrale e regista cinematografico francese (n. 1858)
- 19 ottobre - Camille Claudel, scultrice francese (n. 1864)
- 19 ottobre - Robert Ross, regista statunitense (n. 1889)
- 20 ottobre - Antonio Legnani, ammiraglio italiano (n. 1888)
- 21 ottobre - Dudley Pound, ammiraglio britannico (n. 1877)
- 22 ottobre - Herbert Floss, militare tedesco (n. 1912)
- 23 ottobre - Augusto Capon, ammiraglio italiano (n. 1872)
- 23 ottobre - Giuseppe Francesco Ferrari, generale italiano (n. 1865)
- 23 ottobre - Franceska Mann, ballerina polacca (n. 1917)
- 23 ottobre - Ermanno Loevinson, storico e archivista tedesco (n. 1863)
- 23 ottobre - Fredericka Douglass Sprague Perry, attivista e filantropa statunitense (n. 1872)
- 24 ottobre - Nino Cesarini, modello italiano (n. 1889)
- 25 ottobre - Stefano Rizzardi, militare italiano (n. 1925)
- 26 ottobre - Aurel Stein, archeologo britannico (n. 1862)
- 27 ottobre - Paolo Albera, vescovo cattolico italiano (n. 1871)
- 27 ottobre - Seigō Nakano, politico giapponese (n. 1886)
- 27 ottobre - Pietro Tresso, politico e antifascista italiano (n. 1893)
- 28 ottobre - Ivan Riley, ostacolista statunitense (n. 1900)
- 28 ottobre - Ercole Varzi, imprenditore e politico italiano (n. 1866)
- 29 ottobre - Chester Bennett, regista statunitense (n. 1892)
- 29 ottobre - Johann Heinrich Biltz, chimico tedesco (n. 1865)
- 30 ottobre - Beatrice Hastings, giornalista, scrittrice e poetessa inglese (n. 1879)
- 30 ottobre - August Nagel, progettista e imprenditore tedesco (n. 1882)
- 30 ottobre - Ezio Rizzotti, calciatore italiano (n. 1912)
- 31 ottobre - Albert Armitage, esploratore e navigatore scozzese (n. 1864)
- 31 ottobre - Georg Gehring, lottatore tedesco (n. 1903)
- 31 ottobre - Max Reinhardt, regista teatrale e attore teatrale austriaco (n. 1873)
- 31 ottobre - Ramón de Cárdenas, avvocato spagnolo (n. 1884)

## Novembre(99)
- 1º novembre - Paul Beulque, pallanuotista e allenatore di pallanuoto francese (n. 1877)
- 1º novembre - Alexander George McAdie, meteorologo statunitense (n. 1863)
- 1º novembre - Vincenzo Rosati, ingegnere, archeologo e pittore italiano (n. 1859)
- 1º novembre - Antonino Tringali Casanuova, giurista e politico italiano (n. 1888)
- 4 novembre - James P. Hogan, regista e sceneggiatore statunitense (n. 1890)
- 4 novembre - Vincenzo Lapuma, cardinale italiano (n. 1874)
- 5 novembre - Georges A. L. Boisselier, pittore francese (n. 1876)
- 5 novembre - Frank Campeau, attore statunitense (n. 1864)
- 5 novembre - Bernhard Lichtenberg, presbitero tedesco (n. 1875)
- 6 novembre - Marie-Eugène Debeney, generale francese (n. 1864)
- 6 novembre - Ernst Kupfer, militare e aviatore tedesco (n. 1907)
- 6 novembre - Achille Loria, economista italiano (n. 1857)
- 7 novembre - Dwight Frye, attore e pianista statunitense (n. 1899)
- 7 novembre - Abram Rabinovič, scacchista russo (n. 1878)
- 8 novembre - Giannino Ferrari dalle Spade, giurista italiano (n. 1885)
- 8 novembre - James Leo Meehan, regista e sceneggiatore statunitense (n. 1891)
- 8 novembre - Francesco Sciucchi, partigiano, antifascista e medico italiano (n. 1908)
- 9 novembre - Stefan Fryc, calciatore polacco (n. 1894)
- 9 novembre - George de Relwyskow, lottatore britannico (n. 1887)
- 9 novembre - Boris Vladimirovič Romanov, principe e generale russo (n. 1877)
- 10 novembre - Cesare Cozzarini, militare italiano (n. 1918)
- 10 novembre - Villy Pasquali, veterinario e partigiano italiano (n. 1914)
- 11 novembre - Pio Borri, partigiano italiano (n. 1923)
- 11 novembre - André Pirro, organista e musicologo francese (n. 1869)
- 12 novembre - Aldo Di Loreto, partigiano e medico italiano (n. 1910)
- 12 novembre - Henri-Jean-Guillaume Martin, pittore francese (n. 1860)
- 12 novembre - Giovanni Mazza, poeta italiano (n. 1877)
- 12 novembre - Ferruccio Pizzigoni, militare italiano (n. 1919)
- 12 novembre - Lajos Werkner, schermidore ungherese (n. 1883)
- 13 novembre - Wilhelm Biltz, chimico tedesco (n. 1877)
- 13 novembre - Maurice Denis, pittore francese (n. 1870)
- 13 novembre - Igino Ghisellini, militare italiano (n. 1895)
- 13 novembre - Carmine Giorgio, politico e antifascista italiano (n. 1861)
- 13 novembre - Giacomo Moschini, attore italiano (n. 1896)
- 13 novembre - Jerzy Feliks Urman, polacco (n. 1932)
- 14 novembre - Dionigi Tortora, militare e partigiano italiano (n. 1911)
- 15 novembre - Louisa Garrett Anderson, medico e chirurgo britannica (n. 1873)
- 15 novembre - Emilio Arlotti, politico italiano (n. 1883)
- 15 novembre - Filippo Ascenzi, ingegnere, militare e politico italiano (n. 1893)
- 15 novembre - Luigi Lanzuolo, militare italiano (n. 1890)
- 15 novembre - Girolamo Savonuzzi, ingegnere italiano (n. 1885)
- 15 novembre - Martin Weise, giornalista tedesco (n. 1903)
- 16 novembre - Pietro Cavezzale, militare italiano (n. 1922)
- 16 novembre - Anton Gustafsson, tiratore di fune svedese (n. 1877)
- 16 novembre - William Horwood, generale e poliziotto britannico (n. 1868)
- 16 novembre - Ján Nálepka, ufficiale e partigiano slovacco (n. 1912)
- 16 novembre - Corrado Spagnolo, ufficiale italiano (n. 1922)
- 17 novembre - Hooper Atchley, attore statunitense (n. 1887)
- 17 novembre - Antonio Baslini, politico italiano (n. 1869)
- 17 novembre - Eugenio Beccegato, vescovo cattolico italiano (n. 1862)
- 17 novembre - Paul Landormy, musicologo francese (n. 1869)
- 17 novembre - Francesco Martella, antifascista italiano (n. 1898)
- 17 novembre - Vittorio Meneghini, militare italiano (n. 1900)
- 17 novembre - Ferdinando Raucci, militare italiano (n. 1891)
- 17 novembre - Ettore Schinelli, organista e compositore italiano (n. 1878)
- 17 novembre - Kōichi Shiozawa, ammiraglio giapponese (n. 1881)
- 17 novembre - Alessandro Tasca, politico italiano (n. 1874)
- 17 novembre - Goffredo Zignani, militare italiano (n. 1904)
- 18 novembre - Lee Beggs, attore e regista statunitense (n. 1870)
- 19 novembre - Mariano D'Amelio, magistrato e politico italiano (n. 1871)
- 19 novembre - Georg Hermann, scrittore tedesco (n. 1871)
- 19 novembre - Sanne Ledermann, tedesca (n. 1928)
- 19 novembre - Carla Simons, scrittrice, giornalista e traduttrice olandese (n. 1903)
- 20 novembre - Bertha Lamme Feicht, ingegnere statunitense (n. 1869)
- 20 novembre - Rocco Lentini, pittore e scenografo italiano (n. 1858)
- 20 novembre - Raffaello Menochio, storico e ingegnere italiano (n. 1858)
- 20 novembre - Keiji Shibasaki, ammiraglio giapponese (n. 1894)
- 21 novembre - Umberto Franzini, calciatore italiano (n. 1919)
- 21 novembre - Ernst zu Reventlow, militare, giornalista e scrittore tedesco (n. 1869)
- 22 novembre - Lorenz Hart, paroliere e librettista statunitense (n. 1895)
- 22 novembre - James Hubert Price, politico statunitense (n. 1878)
- 22 novembre - Pietro Alessandro Yon, organista e compositore italiano (n. 1886)
- 23 novembre - Charles Ray, attore, regista e produttore cinematografico statunitense (n. 1891)
- 23 novembre - Rosette Wolczak, francese (n. 1928)
- 24 novembre - France Balantič, poeta sloveno (n. 1921)
- 24 novembre - Davide Dusmet, generale italiano (n. 1881)
- 24 novembre - Orrin Johnson, attore teatrale statunitense (n. 1865)
- 24 novembre - Doris Miller, militare statunitense (n. 1919)
- 24 novembre - Henry Mullinnix, aviatore e ammiraglio statunitense (n. 1892)
- 25 novembre - Renato Cialente, attore italiano (n. 1897)
- 25 novembre - Paul Collomp, egittologo e papirologo francese (n. 1885)
- 25 novembre - Carlo Cremonesi, cardinale e arcivescovo cattolico italiano (n. 1866)
- 25 novembre - Domenico Ricciconti, politico e filantropo italiano (n. 1883)
- 25 novembre - Dmitrij Sergeevič Šeremetev, ufficiale russo (n. 1869)
- 26 novembre - Georges de Feure, pittore e designer francese (n. 1868)
- 26 novembre - Winnaretta Singer, mecenate statunitense (n. 1865)
- 27 novembre - Ivo Lola Ribar, politico jugoslavo (n. 1916)
- 28 novembre - Cesare Benelli, generale italiano (n. 1885)
- 28 novembre - Arthur Catterall, violinista e docente inglese (n. 1883)
- 28 novembre - Aleksander Hellat, politico e diplomatico estone (n. 1881)
- 28 novembre - Eduard Helly, matematico austriaco (n. 1884)
- 29 novembre - Sisto da Pisa, religioso italiano (n. 1867)
- 30 novembre - Hans Albin Freiherr von Reitzenstein, militare tedesco (n. 1911)
- 30 novembre - Etty Hillesum, scrittrice olandese (n. 1914)
- 30 novembre - Emil Kellenberger, tiratore a segno svizzero (n. 1864)
- 30 novembre - Holger-Madsen, regista, attore e sceneggiatore danese (n. 1878)
- 30 novembre - Paul Otto, attore, sceneggiatore e regista tedesco (n. 1878)
- 30 novembre - Aniela Zagórska, traduttrice polacca (n. 1881)
- 30 novembre - Umberto di Giorgio, generale italiano (n. 1882)

## Dicembre(109)
- 1º dicembre - Luigi Arsenio Brugnola, medico e politico italiano (n. 1870)
- 1º dicembre - Antonio De Viti De Marco, economista e politico italiano (n. 1858)
- 1º dicembre - Damrong Rajanubhab, politico, militare e storico siamese (n. 1862)
- 1º dicembre - Giovanni Battista Marzuttini, pittore e musicista italiano (n. 1863)
- 1º dicembre - Julienne Mathieu, attrice francese (n. 1874)
- 1º dicembre - Giaime Pintor, giornalista, scrittore e partigiano italiano (n. 1919)
- 2 dicembre - E. M. Delafield, scrittrice britannica (n. 1890)
- 2 dicembre - Nordahl Grieg, scrittore, giornalista e attivista norvegese (n. 1902)
- 2 dicembre - Jacob Meijer, pistard olandese (n. 1905)
- 2 dicembre - Oreste Ristori, giornalista e anarchico italiano (n. 1874)
- 2 dicembre - Susan Stebbing, filosofa britannica (n. 1885)
- 2 dicembre - René de Saussure, matematico, linguista e esperantista svizzero (n. 1868)
- 3 dicembre - Stefan Bryła, ingegnere polacco (n. 1886)
- 3 dicembre - Trieste Del Grosso, scultore, militare e partigiano italiano (n. 1915)
- 3 dicembre - Harry Dickason, marinaio e esploratore britannico (n. 1884)
- 3 dicembre - Louis Renard, militare francese (n. 1893)
- 4 dicembre - Pietro Acciarito, anarchico italiano (n. 1871)
- 4 dicembre - Juan Estefanía, imprenditore spagnolo (n. 1884)
- 4 dicembre - Mario Fioretti, magistrato italiano (n. 1913)
- 4 dicembre - Giorgio Issel, partigiano italiano (n. 1919)
- 4 dicembre - Ernst Nachmanson, filologo classico e grecista svedese (n. 1877)
- 4 dicembre - Camillo Olivetti, ingegnere e imprenditore italiano (n. 1868)
- 5 dicembre - Cesare Piva, militare e partigiano italiano (n. 1907)
- 6 dicembre - Oskar Messter, regista e inventore tedesco (n. 1866)
- 6 dicembre - G. O. Smith, calciatore inglese (n. 1872)
- 7 dicembre - Ruth Belville, imprenditrice britannica (n. 1854)
- 7 dicembre - Bernardo Melacci, anarchico e antifascista italiano (n. 1893)
- 7 dicembre - Ernesto Reinach, imprenditore italiano (n. 1855)
- 8 dicembre - Giuseppe Cederle, militare italiano (n. 1918)
- 8 dicembre - Peider Lansel, scrittore, poeta e diplomatico svizzero (n. 1863)
- 8 dicembre - Vittorio Pepe, compositore italiano (n. 1863)
- 8 dicembre - Willi Wigold, calciatore tedesco (n. 1909)
- 9 dicembre - George Cooper, attore statunitense (n. 1892)
- 9 dicembre - Georges Dufrénoy, pittore francese (n. 1870)
- 9 dicembre - Charles L. Gaskill, regista, sceneggiatore e attore statunitense (n. 1870)
- 9 dicembre - Bartolomeo Grassa, partigiano italiano (n. 1897)
- 9 dicembre - Saverio Papandrea, partigiano italiano (n. 1920)
- 9 dicembre - Avgust Pirjevec, critico letterario, bibliotecario e lessicografo sloveno (n. 1887)
- 9 dicembre - Gennaro Tescione, militare italiano (n. 1916)
- 11 dicembre - Alfredo Andreini, entomologo e matematico italiano (n. 1870)
- 11 dicembre - Riccardo Maraffa, generale e poliziotto italiano (n. 1890)
- 11 dicembre - Harry Forbes Witherby, ornitologo e scrittore britannico (n. 1873)
- 12 dicembre - Giacinto Motta, ingegnere, dirigente d'azienda e politico italiano (n. 1870)
- 12 dicembre - Riccardo Pacifici, rabbino italiano (n. 1904)
- 12 dicembre - Celso Strocchi, partigiano italiano (n. 1913)
- 13 dicembre - Domenico Colao, pittore italiano (n. 1881)
- 13 dicembre - Carlo Formichi, orientalista, indologo e filologo italiano (n. 1871)
- 13 dicembre - Ivan Kljun, pittore, scultore e filosofo russo (n. 1873)
- 13 dicembre - Ercole Vincenzo Orsini, partigiano italiano (n. 1901)
- 14 dicembre - Ettore Ascoli, generale e partigiano italiano (n. 1873)
- 14 dicembre - Salvatore Cutelli, partigiano e militare italiano (n. 1894)
- 14 dicembre - Immo Fritzsche, militare e aviatore tedesco (n. 1918)
- 14 dicembre - John Harvey Kellogg, medico statunitense (n. 1852)
- 15 dicembre - Folco de Baroncelli-Javon, poeta e allevatore francese (n. 1869)
- 15 dicembre - John Pratt, IV marchese di Camden, nobile inglese (n. 1872)
- 15 dicembre - Fats Waller, pianista, compositore e cantante statunitense (n. 1904)
- 16 dicembre - Paul Carbone, criminale francese (n. 1894)
- 16 dicembre - Marshall Stedman, attore, regista e commediografo statunitense (n. 1875)
- 17 dicembre - Joachim Kirschner, aviatore tedesco (n. 1920)
- 17 dicembre - Eva Kotchever, scrittrice e attivista polacca (n. 1891)
- 18 dicembre - Joseph McCarthy, paroliere e musicista statunitense (n. 1885)
- 18 dicembre - Aldo Resega, militare e dirigente d'azienda italiano (n. 1896)
- 18 dicembre - Ludwig von Reuter, ammiraglio tedesco (n. 1869)
- 19 dicembre - Giovanni Cervi, partigiano italiano (n. 1903)
- 19 dicembre - Renzo Chierici, generale e prefetto italiano (n. 1895)
- 19 dicembre - Giovanni Ettore Mattei, botanico italiano (n. 1865)
- 19 dicembre - Carlo Mendel, partigiano italiano (n. 1915)
- 19 dicembre - Beppe Ottolenghi, partigiano italiano (n. 1921)
- 20 dicembre - Anita Augspurg, attivista tedesca (n. 1857)
- 20 dicembre - Mario Batà, partigiano italiano (n. 1917)
- 20 dicembre - André Baur, schermidore francese (n. 1904)
- 20 dicembre - Franjo Giler, calciatore jugoslavo (n. 1907)
- 20 dicembre - Jurij Nikolaevič Tynjanov, scrittore, filologo e critico letterario sovietico (n. 1894)
- 21 dicembre - Ildebrando Cocconi, avvocato e scrittore italiano (n. 1877)
- 21 dicembre - Nicola Moscardelli, poeta, scrittore e esoterista italiano (n. 1894)
- 21 dicembre - Giancarlo Puecher Passavalli, partigiano italiano (n. 1923)
- 21 dicembre - Alfredo Sforzini, militare e partigiano italiano (n. 1914)
- 21 dicembre - Shōgo Takeuchi, aviatore e militare giapponese (n. 1918)
- 22 dicembre - Henri Abraham, fisico e docente francese (n. 1868)
- 22 dicembre - Dario Cagno, partigiano e anarchico italiano (n. 1899)
- 22 dicembre - Beatrix Potter, illustratrice, scrittrice e naturalista britannica (n. 1866)
- 23 dicembre - Enrico Carano, botanico italiano (n. 1877)
- 23 dicembre - Giulio Laureati, aviatore italiano (n. 1877)
- 23 dicembre - Gino Pancheri, pittore italiano (n. 1905)
- 23 dicembre - Theo Thijssen, educatore, scrittore e politico olandese (n. 1879)
- 24 dicembre - Bindo Chiurlo, critico letterario e poeta italiano (n. 1886)
- 24 dicembre - Lin Sen, politico cinese (n. 1868)
- 24 dicembre - Roberto Veratti, avvocato e partigiano italiano (n. 1902)
- 25 dicembre - Géza Lukachich von Somorja, generale austro-ungarico (n. 1865)
- 25 dicembre - Gustav von Seyffertitz, attore e regista tedesco (n. 1862)
- 25 dicembre - Joseph Ignatius Shanahan, missionario e vescovo cattolico irlandese (n. 1871)
- 25 dicembre - Giuseppe Zirpolo, zoologo italiano (n. 1887)
- 26 dicembre - Erich Bey, ammiraglio tedesco (n. 1898)
- 26 dicembre - Fritz Julius Hintze, militare tedesco (n. 1901)
- 27 dicembre - Cristoforo Astengo, avvocato e partigiano italiano (n. 1885)
- 27 dicembre - Auguste Hirschauer, generale francese (n. 1857)
- 27 dicembre - Rupert Julian, regista, attore e sceneggiatore neozelandese (n. 1879)
- 27 dicembre - Giacinto Viola, medico italiano (n. 1870)
- 28 dicembre - Giuseppe Boriani, generale e politico italiano (n. 1868)
- 28 dicembre - Léopold Leau, matematico, linguista e glottoteta francese (n. 1868)
- 29 dicembre - Maurice Hemelsoet, canottiere belga (n. 1875)
- 29 dicembre - Yambo, scrittore, illustratore e regista italiano (n. 1874)
- 30 dicembre - Hobart Bosworth, attore, regista e sceneggiatore statunitense (n. 1867)
- 30 dicembre - Marx Emiliani, partigiano italiano (n. 1920)
- 30 dicembre - Santi Muratori, bibliotecario italiano (n. 1874)
- 31 dicembre - Arturo Capettini, partigiano italiano (n. 1900)
- 31 dicembre - Riziero Fantini, operaio e anarchico italiano (n. 1892)
- 31 dicembre - Antonio Pozzi, carabiniere e partigiano italiano (n. 1921)
- 31 dicembre - Willie Watt, calciatore scozzese (n. 1864)

## Senza giorno specificato(103)
- Manuel Abril, scrittore, giornalista e poeta spagnolo (n. 1884)
- Edgar Allen, medico statunitense (n. 1892)
- Hayri Arsebük, cestista turco (n. 1915)
- Arnaldo Badodi, pittore italiano (n. 1913)
- Guy Bainbridge, generale britannico (n. 1867)
- Lirio Barberi, militare e medico italiano (n. 1914)
- Jules Henri Barrois, zoologo francese (n. 1852)
- Ettore Bellini, ingegnere e inventore italiano (n. 1876)
- Flaminia Bosco, pittrice italiana (n. 1864)
- Carlo Bozzi, critico d'arte e pittore italiano (n. 1860)
- József Braun, calciatore ungherese (n. 1901)
- Marija Bursać, partigiana jugoslava (n. 1920)
- Rudolf Meinert, produttore cinematografico, sceneggiatore e regista austriaco (n. 1882)
- Vittorio Capellaro, produttore cinematografico, regista e attore cinematografico italiano (n. 1877)
- Diomede Catalucci, pittore e decoratore italiano (n. 1859)
- Ugo Clerici, sindacalista, giornalista e agente segreto italiano (n. 1875)
- Goffredo Cognetti, scrittore e pittore italiano (n. 1855)
- Norma Cossetto, italiana (n. 1920)
- Vincenzo Cujuli, carabiniere italiano (n. 1895)
- Gerard De Geer, geologo svedese (n. 1858)
- Arnaldo Dell'Ira, architetto italiano (n. 1903)
- Lea Deutsch, attrice croata (n. 1927)
- André Dugès, produttore cinematografico e regista francese (n. 1881)
- Ivan Egorov, calciatore russo (n. 1891)
- Antonio Farinatti, militare italiano (n. 1905)
- Anton Sebastian Fasal, pittore austriaco (n. 1899)
- Leto Fratini, scultore italiano (n. 1911)
- Edward Frentz, arciere statunitense (n. 1863)
- Fujishima Takeji, artista giapponese (n. 1867)
- Joan Fuster Bonnin, pittore spagnolo (n. 1870)
- Mihály Földi, scrittore, giornalista e drammaturgo ungherese (n. 1894)
- Stephen Gaselee, diplomatico, scrittore e bibliotecario britannico (n. 1882)
- Attilio Gasparro, militare italiano (n. 1904)
- Andrea Gerbolini, militare italiano (n. 1913)
- Maria Gianni, patriota e poetessa italiana (n. 1886)
- Albert Glandaz, velista francese (n. 1870)
- Nadežda Aleksandrovna Golovina, rivoluzionaria russa (n. 1855)
- Medardo Griotto, antifascista italiano (n. 1901)
- Nikolaj Gromov, calciatore russo (n. 1892)
- George Henry, pittore scozzese (n. 1858)
- Santos Hernández, liutaio spagnolo (n. 1874)
- Nini e Carry Hess, fotografa tedesca (n. 1884)
- Julius Hirsch, calciatore tedesco (n. 1892)
- Emel'jan Michajlovič Jaroslavskij, rivoluzionario, politico e storico russo (n. 1878)
- Béla Jenbach, librettista e attore ungherese (n. 1871)
- Carl Edvard Johansson, inventore svedese (n. 1864)
- Charlotte Joël, fotografa tedesca (n. 1887)
- Vladimir Timofeevič Kirillov, scrittore russo (n. 1889)
- Elizaveta Nikolaevna Koval'skaja, rivoluzionaria russa (n. 1851)
- Michele La Spina, scultore e pittore italiano (n. 1849)
- Lam Sai Wing, artista marziale cinese (n. 1860)
- Nicola Laurenti, pittore italiano (n. 1873)
- Luigi Luparini, scultore italiano (n. 1887)
- Ulisse Manara, giurista italiano (n. 1858)
- Rosina Mantovani Gutti, pittrice italiana (n. 1851)
- Albert Stewart Meek, naturalista britannico (n. 1871)
- Ottilie Metzger-Lattermann, contralto tedesca (n. 1878)
- Nazzareno Mezzetti, sindacalista e politico italiano (n. 1882)
- Otto Modersohn, pittore tedesco (n. 1865)
- Guido Modiano, tipografo e critico d'arte italiano (n. 1899)
- Luigi Mozzani, liutaio, chitarrista e compositore italiano (n. 1869)
- Alexander Murski, attore russo (n. 1869)
- Ferdinando Negrini, politico e dirigente sportivo italiano (n. 1886)
- William Fogg Osgood, matematico statunitense (n. 1864)
- Sara Page, pittrice inglese (n. 1855)
- Zeki Pascià, militare ottomano (n. 1862)
- Ioannis Persakis, triplista greco (n. 1877)
- Peyveste Hanım, ottomana (n. 1873)
- Cesare Picchiarini, vetraio italiano (n. 1871)
- Ludwig Pollak, archeologo e mercante d'arte austro-ungarico (n. 1868)
- Boris Popovič, calciatore russo (n. 1896)
- Alwi di Perlis, sovrano malese (n. 1881)
- Jean Ray, giurista, filosofo e sociologo francese (n. 1884)
- Vincenzo Riccobono, botanico italiano (n. 1861)
- Mariano Rocchi, pittore, collezionista d'arte e antiquario italiano (n. 1855)
- Aspazija, scrittrice lettone (n. 1865)
- Arthur Ruppin, filosofo e politico tedesco (n. 1876)
- Antonio Russolo, compositore italiano (n. 1877)
- Rutka Laskier, scrittrice polacca (n. 1929)
- Giuseppe Sacco Albanese, attore maltese (n. 1872)
- Menelaos Sakorafos, schermidore greco (n. 1870)
- Francesco Santoro, militare e aviatore italiano (n. 1910)
- Juliusz Paweł Schauder, matematico polacco (n. 1899)
- Shimazaki Tōson, poeta e scrittore giapponese (n. 1872)
- Scipio Secondo Slataper, militare italiano (n. 1915)
- Rosario Spina, pittore italiano (n. 1856)
- Fritz Spira, attore e cantante austriaco (n. 1877)
- Karl Stürmer, allenatore di calcio e calciatore austriaco (n. 1882)
- Ludwig Valenta, pittore austriaco (n. 1882)
- Francesco Vegezzi Bossi, organaro italiano (n. 1870)
- Cesare Viazzi, pittore italiano (n. 1857)
- Gottlob Walz, tuffatore tedesco (n. 1881)
- Heinz Warnken, calciatore tedesco (n. 1912)
- Edith Watson, fotografa statunitense (n. 1861)
- Hermann Hans Wetzler, musicista tedesco (n. 1870)
- Franz Wilczek, calciatore austriaco (n. 1884)
- Ernst Winter, ginnasta tedesco (n. 1907)
- Franz Wognar, aviatore austro-ungarico (n. 1890)
- Heinrich Wolf, scacchista austriaco (n. 1875)
- Georges Wybo, architetto francese (n. 1880)
- Zabel Yesayan, scrittrice e traduttrice armena (n. 1878)
- Tito Vezio Zapparoli, agronomo italiano (n. 1885)
- Antonio Zardo, poeta, critico letterario e traduttore italiano (n. 1850)